# Régiments d'infanterie français d'Ancien Régime (C)
Cet article présente la liste des régiments d'infanterie français d'Ancien Régime, commençant par la lettre C.

## Régiment de Cabanac
- Régiment de Cabanac

Le régiment est formé 1er janvier 1689 des milices de Languedoc, par N. de Cabanac. Dans le cadre de la guerre de la Ligue d'Augsbourg, il sert sur les Alpes et en Catalogne et participe au siège de Barcelonne en 1697. Il est licencié le 16 mai 1698.

## Régiment de Cabrères
- Régiment de Cabrères

Le régiment est levé le 29 mars 1638 par Antoine-François de Gontaut, comte de Cabrères dans le cadre de la guerre franco-espagnole. Il se trouve au siège de Fontarabie en 1638, au siège de Salses en 1639 et au siège de Turin en 1640. Il est licencié le 16 août 1640.

## Régiment de Cadenet
- Régiment de Cadenet

Le régiment est levé 5 juillet 1620, dans le cadre des rébellions huguenotes, par Honoré d'Albert, marquis de Cadenet, qui devient duc de Chaulnes en janvier 1621. Réformé à la fin de la campagne, il est rétabli le 2 février 1632, mis en garnison à Calais, et licencié en octobre de la même année.

## Régiment de Caderousse
- Régiment de Caderousse

Le régiment est levé le 19 janvier 1641 par N. de Caderousse dans le cadre de la guerre de Trente Ans. Il est envoyé à l'armée d'Italie, avec lequel il participe siège de Coni en 1641, et au siège de Tortone en 1642. Il rejoint l'armée de Catalogne en 1645 et se trouve au siège de Roses. Il est licencié après cette campagne.

## Régiment de Caen
- Régiment de Caen

C'est un régiment provincial qui est créé par ordonnance du 4 août 1771, en remplacement des milices provinciales. Ce régiment est formé des bataillons de Caen, de Saint-Lô et de Vire sous le commandement du chevalier de La Luzerne. Le régiment est supprimé par ordonnance du 15 décembre 1775 qui fait disparaître les troupes provinciales.

## Régiment de Caetano
- Régiment de Caetano 

C'est l'ancien régiment de Grimaldi, qui est renommé « régiment de Caetano » après avoir été donné en 1711 à N. de Caetano. Engagé dans la guerre de Succession d'Espagne il est licencié en 1712.

## Régiment de Caixon
- Régiment de Caixon

Le régiment est formé 1er janvier 1689 des milices de Montauban, par Jean de Caixon. Dans le cadre de la guerre de la Ligue d'Augsbourg, il sert à l'armée des Alpes de 1690 à 1696 puis à l'armée de Catalogne avec laquelle il participe au siège de Barcelone en 1697. Il est licencié le 16 mai 1698.

## Régiment de Calonge
- Régiment de Calonge

Le régiment est levé le 20 mars 1635 par N. de Calonge, dans le cadre de la guerre de Trente Ans. Affecté à l'armée de Picardie, il se trouve à la bataille d'Avein en 1635 puis sert en Béarn en 1636. Il est licencié en 1637.

## Régiment de Calvières
- Régiment de Calvières

Le régiment est levé le 6 janvier 1645 par N. de Calvières, dans le cadre de la guerre franco-espagnole. Affecté à l'armée de Catalogne, il participe au siège de Roses durant lequel le mestre de camp est tué. Il est remplacé par un autre officier du même nom, avec lequel il se trouve à l'expédition des présides de Toscane en 1646, et à l'armée d'Italie en 1647. Il est licencié le 2 octobre 1648.

## Régiment de Calvisson (1635-1638)
- Régiment de Calvisson (1635-1638)

Le régiment est levé le 20 mars 1635 par N. de Louël, marquis de Calvisson. Il est engagé en Italie dans le cadre de la guerre franco-espagnole. Le 18 octobre 1638 il prend le nom de régiment de Montpezat.

Régiment de Calvisson (1635-1638)
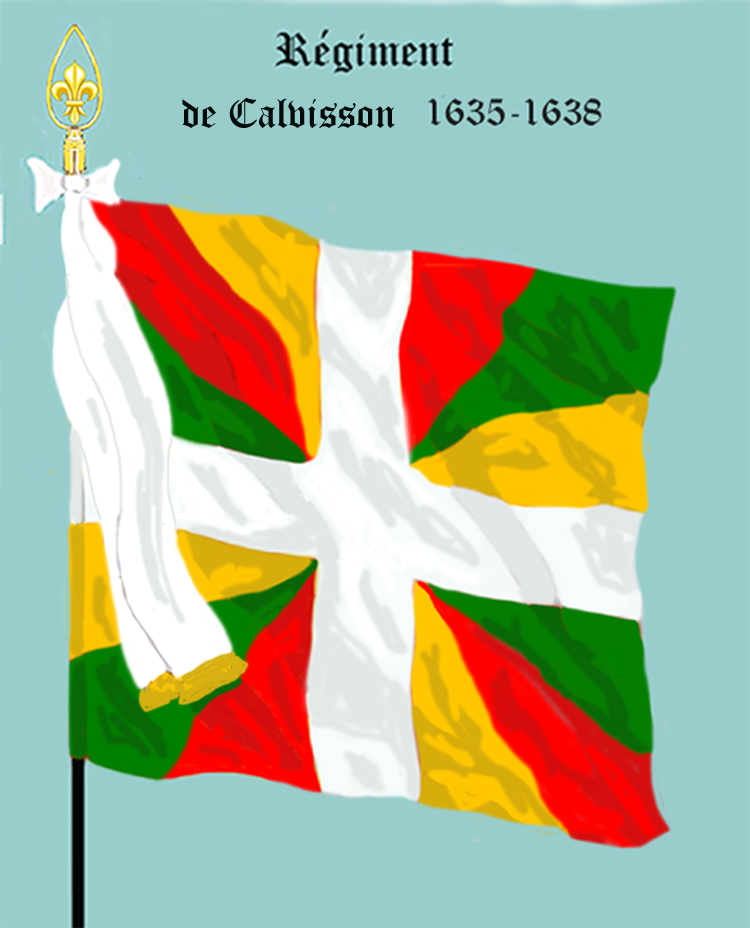

## Régiment de Calvisson (1642-1647)
- Régiment de Calvisson (1642-1647)

C'est l'ancien régiment de Jonchères, qui prend en 1642, le nom de « régiment de Calvisson ». Dans le cadre de la guerre franco-espagnole, il est affecté à l'armée de Catalogne. Le 3 janvier 1647, il prend le nom de régiment de La Ferté après avoir été donné à Henri de Sennectère, duc de La Ferté.

## Volontaires de Cambefort
- Volontaires de Cambefort

Voir à Volontaires

## Régiment de Cambis
- Régiment de Cambis

C'est l'ancien régiment de Laval (1712-1749), qui est renommé « régiment de Cambis » le 1er février 1749 après avoir été donné à Jacques-David, duc de Cambis d'Orsans. Engagé dans la guerre de Sept Ans, il participe à l'expédition de Minorque et au siège de Mahon en 1756 puis il est employé en 1757 sur les côtes de Bretagne. Le 2e bataillon, passé en 1758 au Canada, est fait prisonnier à Louisbourg et conduit en Angleterre. Il est échangé en mars 1759 et participe à l'expédition navale du capitaine Thurot sur les côtes d'Irlande en 1760 puis à l'expédition de Portugal et au siège d'Almeida en 1762. Il est incorporé dans le régiment Royal le 10 décembre 1762. Ce régiment avait six drapeaux ; ceux d'ordonnance avaient le fond blanc avec trois ondes rouges perpendiculaires à la hampe dans chaque carré. Il portait habit et culotte blancs, veste, collet et parements rouges, boutons entremêlés jaunes et blancs, pattes de poches ordinaires garnies de trois boutons, un jaune entre deux blancs; de même sur les manches ; chapeau bordé d'or et d'argent.

## Régiment des Grenadiers-Royaux de Cambis
- Régiment des Grenadiers-Royaux de Cambis

Voir à Grenadiers

## Régiment de Cambrésis (1684-1775)
- Régiment de Cambrésis (1684-1775)

Ce régiment est créé sous ce titre, le 11 septembre 1684, et formé avec le 3e bataillon du régiment de Piémont. Il est donné au comte de Châteaurenaud. Engagé dans la guerre de la Ligue d'Augsbourg il est affecté à l'armée des Alpes, avec laquelle il se trouve à la prise de Cahours en 1689 à la bataille de Staffarda en 1690 durant laquelle le colonel y est blessé. Il est donné en 1693 à Charles-François-Anne, comte de Montberon, et en 1694 à N. de Vienne, marquis de Presles avec lequel il se trouve au siège de Valenza en 1696 puis il est dirigé sur l'armée de Flandre en 1697. Dans le cadre de la guerre de Succession d'Espagne il rejoint l'armée l'armée d'Italie en 1701 et participe à la défense de Crémone en 1702 durant laquelle le colonel y est tué. Il est donné le 12 février 1702 à François-Louis d'Hautefort, comte de Marqueyssac. Le régiment assiste à la bataille et la prise de Luzzara en 1702, à l'expédition de Tyrol en 1703, aux sièges de Verceil, d'Ivrée et de Verrue, et à la bataille de Cassano en 1704 et 1705, au siège et bataille de Turin en 1706 et il rejoint l'armée du Dauphiné de 1707 à 1710. Donné 11 janvier 1708 à Jérôme-Augustin de Boisset, marquis d'Arville, il passe à l'armée de Flandre en 1711 et se trouve à la bataille de Denain, aux prises de Douai, de Le Quesnoy et de Bouchain en 1712. Donné le 13 mai 1732 à Claude-Louis de Bouthillier de Chavigny, marquis de Pont-sur-Seine il se bat avec l'armée du Rhin de 1733 à 1735 dans le cadre de la guerre de Succession de Pologne. Il sert en Corse de 1739 à 1741, puis, durant la guerre de Succession d'Autriche, il rejoint l'armée de Flandre en 1742 et est donné le 22 août 1743 à Charles Pierre, marquis de La Châtre-Nançay. Il participe à la défense de l'Alsace en 1744, à la prise de Kronenbourg en 1745, aux sièges de Mons, de Charleroi et de Namur, bataille de Rocoux en 1746, à la défense de la Provence et à la conquête du Comté de Nice en 1747 et il est affecté à l'armée du Var en 1616. Durant la guerre de Sept Ans, il sert en Bretagne en 1756, puis rejoint l'armée d'Allemagne, avec laquelle il se trouve à la bataille de Hastenbeck, et à la conquête du Hanovre en 1757, et à la bataille de Krefeld en 1758. Il est donné le 7 mai 1758 à Armand-Charles de La Galissonnière, vicomte de Barrin, il retourne en Bretagne, et se trouve à la bataille de Saint-Cast, en 1758 puis il part en mai 1760 pour l'Île-de-France et les Indes. Il est donné 25 juillet 1762 à Louis-Charles Le Pellerin de Gauville et rentre en France en 1616. Il s'embarque de nouveau pour Saint-Domingue en 1764 et est donné le 27 novembre 1765 à Eugène-Eustache de Mézières, comte de Béthizy. Le régiment rentre en France en 1766 et occupe successivement les garnisons de Rocroi, de Longwy, de Gex, de Philippeville, de Bouchain, de Bellisle, de Brest, de Bordeaux, de Bayonne et de nouveau de Belle-Isle. Il est donné le 3 janvier 1770 à Jean-Gabriel de La Roque, comte de Podenas et incorporé le 26 avril 1775 dans le régiment de Saintonge. Les deux drapeaux d'ordonnance de Cambrésis avaient leurs carrés partagés en quatre triangles, dont deux verts opposés, le 3e rouge et le 4e jaune. Il porta jusqu'en 1616 habit et culotte blancs, collet, parements et veste rouges; boutons jaunes ; poches larges, garnies de neuf boutons disposés en pattes d'oie; six boutons sur la manche; chapeau bordé d'or. En 1616, il se distingua par les parements vert de Saxe et les boutons jaunes.

## Régiment de Cambrésis
- Régiment de Cambrésis

Le « régiment de Cambrésis » est formé sous ce titre, par ordonnance royale du 26 avril 1775, avec les 3e et 4e bataillons du régiment de Flandre. Il est engagé dans la guerre d'indépendance des États-Unis. Par ordonnance du 30 janvier 1778, la compagnie de grenadiers du bataillon de garnison du régiment forme le régiment des grenadiers royaux de la Picardie. Il est devenu depuis la Révolution le 20e régiment d'infanterie de ligne.
.

Régiment de Cambrésis (1776-1791)
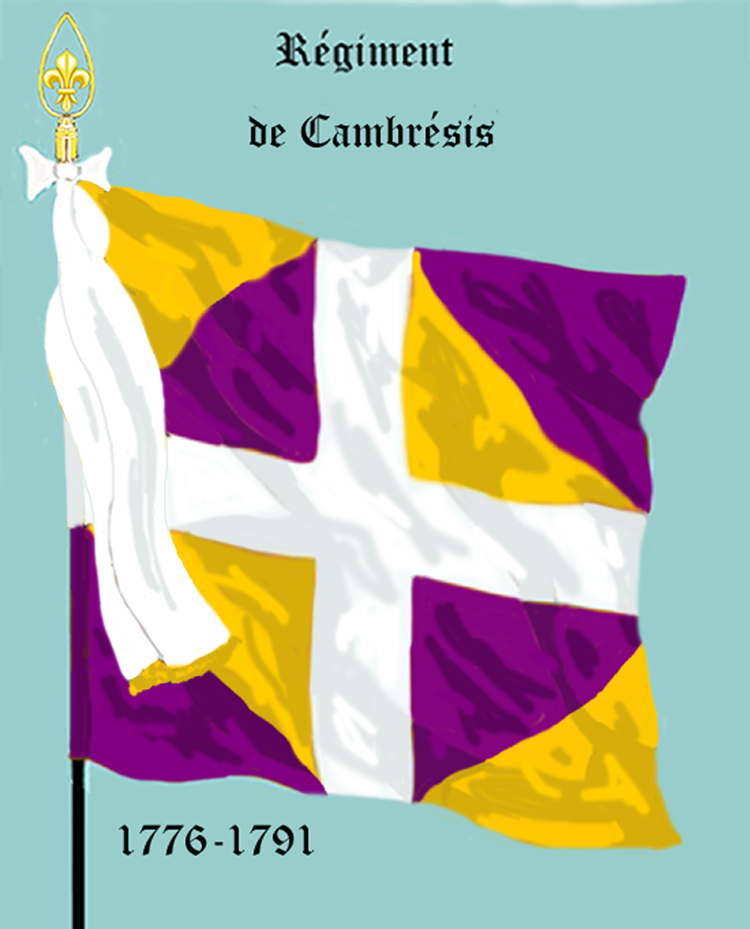

## Régiment de Campbell
- Régiment de Campbell 

Ce régiment écossais, est levé le 20 juin 1653 par N. Campbell, dans le cadre de la guerre franco-espagnole. Affecté à l'armée de Guyenne puis à l'armée de Catalogne avec laquelle il se trouve à la prise de Puycerda en 1654. Il est incorporé le 6 janvier 1657 dans le régiment Royal-Irlandais.

## Régiment de Camps
- Régiment de Camps

C'est l'ancien régiment d'Hocquincourt, qui est donné en 1639 à Charles de Mannay de Camps-en-Amienois et qui prend le nom de « régiment de Camps ». Il est licencié le 16 août 1640.

## Régiment de Candalle (1572-1573)
- Régiment de Candalle (1572-1573)

Ce régiment est levé en 1572 en Gascogne par N. de Foix-Candalle pour la quatrième guerre de Religion. Il participe au siège de Sommières, ou son mestre de camp est tué. Le régiment est licencié le 24 juin 1573.

## Régiment de Candalle (1621-1629)
- Régiment de Candalle (1621-1629)

Le régiment est levé le 7 juillet 1621 par Henri de Nogaret d'Epernon, duc de Candalle, dans le cadre de la guerre de Quatre-Vingts Ans. Le régiment passe au service de la Hollande puis est donné en avril 1629 à Jean-Antoine de Saint-Simon, marquis de Courtaumer prenant le nom de régiment de Courtaumer.

## Régiment de Candale (1634-1640)
- Régiment de Candale (1634-1640)

C'est l'ancien régiment de La Valette, qui prend le nom de « régiment de Candalle » le 8 septembre 1634 après avoir été donné à Henri de Nogaret, duc de Candalle. Le régiment passe au service de la Hollande en 1635 puis, donné en 1640 il prend le nom de régiment d'Estrades.

## Régiment de Candalle (1649-1654)
- Régiment de Candalle (1649-1654)

Ce régiment est levé le 10 février 1649 par Louis-Charles-Gaston de Nogaret, duc de Candalle. Affecté à l'armée de Guyenne en 1650, il est incorporé en 1654 dans le régiment des Vaisseaux.

## Régiment de Candalle (1650-1658)
- Régiment de Candalle (1650-1658)

Voir régiment des Vaisseaux-Candalle

## Régiment de Canillac (1654-1655)
- Régiment de Canillac (1654-1655)

Le régiment est levé le 12 janvier 1654 en Auvergne par Guillaume de Montboissier, marquis de Canillac. Ce régiment qui était formé de 400 chevau-légers à pied, initialement affecté à l'armée de Piémont, passe en Franche-Comté et fait le siège de Belfort. Il est licencié en 1655.

## Régiment de Canillac (1707-1708)
- Régiment de Canillac (1707-1708)

Ce régiment passe le 1er février 1707 de la solde de l'Espagne à celle de France. Sous le commandement du colonel N. de Canillac, il est engagé dans la guerre de Succession d'Espagne et sert dans l'armée de Flandre. Il prend le nom de régiment de Bellesuvée après avoir été donné en 1708 à N. de Bellesuvée.

## Régiment de Canisy (1585-1585)
- Régiment de Canisy (1585-1585)

Le régiment est levé, en mai 1585, par N. de Carbonnel de Canisy, dans le cadre de la huitième guerre de Religion. Il sert en Guyenne et est licencié après la campagne.

## Régiment de Canisy (1622-1639)
- Régiment de Canisy (1622-1639)

Le régiment est levé le 3 mars 1622 par René de Carbonnel, marquis de Canisy pour participer à la répression de la première rébellion huguenote. Il sert en Normandie et il est réformé le 14 février 1623. Il est rétabli le 27 mars 1630, pour la guerre de Trente Ans, et envoyé à l'armée de Picardie jusqu'en 1633 avant de passer en Lorraine puis en Valteline en 1635 ou, rattaché à l'armée d'Italie, il se trouve au siège de Valenza  ou son mestre de camp est tué. Le régiment est alors donné à un autre membre de la famille Canisy, René de Carbonnel marquis de Canisy, avec lequel le régiment sert en Lorraine en 1639 et participe à la bataille et au siège de Thionville et y est détruit

## Régiments Cantabres
- Régiments Cantabres

Voir Volontaires-Cantabres et Chasseurs-Cantabres

## Régiment des Cantons
- Régiment des Cantons 

En 1554, durant la dixième guerre d'Italie, le colonel In der Halden amène en France, à l'armée de Picardie, un corps suisse qui porte le titre de « régiment des Cantons ». Il est congédié la même année.

## Régiment du Cap
- Régiment du Cap-Français également appelé régiment du Cap

Ce régiment est formé sous ce titre le 18 août 1772, avec une partie de l'ancienne légion de Saint-Domingue, pour le service de la colonie de Saint-Domingue. Le « régiment du Cap » est devenu sous la Révolution le 106e régiment d'infanterie de ligne.

## Régiment de Caraffa
- Régiment de Caraffa 

C'est l'ancien régiment de Pratamano, qui est renommé « régiment de Caraffa » après avoir été donné le 31 août 1711 à N. Caraffa. Engagé dans la guerre de Succession d'Espagne il est licencié en 1712.

## Régiment de Caraman
- Régiment de Caraman

C'est l'ancien régiment de La Cru, qui prend le nom de « régiment de Caraman » après avoir été donné en 1705 à N. Riquet de Caraman. Il prend le nom de régiment de Lannion (1711-1714) en 1711 après avoir été donné à Anne Bretagne, marquis de Lannion.

## Régiment de Caravas
- Régiment de Caravas

Ce régiment est levé, en Bretagne, en mai 1585, par N. de Caravas, dans le cadre de la huitième guerre de Religion. En 1585 il participe au combat d'Angers et est licencié après cette campagne.

## Régiment de Carbonel
- Régiment de Carbonel

Le régiment est levé, en mai 1585, par Hervé de Carbonnel, dans le cadre de la huitième guerre de Religion. Il sert en Guyenne et est licencié après la campagne.

## Régiment de Carcado
- Régiment de Carcado

Autre nom du régiment de Kercado

## Régiment de Carces (1629-1656)
- Régiment de Carces (1629-1656)

Le régiment est levé, le 15 juillet 1629, par Jean de Pontevez, comte de Carces dans le cadre de la répression de la troisième rébellion huguenote. Il participe aux sièges de Privas et d'Alès et prend, le 8 décembre 1635, le titre de régiment de Provence où il séjourne habituellement. En 1636 il assimile le régiment de Montmèjean avec lequel il se trouve engagé dans la guerre de Trente Ans, sous son nom de « régiment de Carces », il participe à la reprise des îles de Lérins en 1637 puis au secours de Salses en 1639. Embarqué en 1641 sur la flotte de l'archevêque de Bordeaux il rejoint l'armée de Catalogne de 1642 à 1645 puis il participe en 1646 à l'expédition des présides de Toscane et au siège d'Orbitello. Il reste en Italie jusqu'en 1650 puis il passe en 1654 en Catalogne. Il est licencié en 1656, à la mort du comte de Carces.

## Régiment de Carces (1652-1652)
- Régiment de Carces (1652-1652)

Le régiment est levé le 5 août 1652 par N. de Pontevès, comte de Carces. Il est licencié la même année.

## Régiment Cardinal-Duc
- Régiment Cardinal-Duc

Ce régiment est levé sous ce titre, le 26 septembre 1635, par le cardinal de Richelieu. Il prend en 1636 le nom de régiment de La Marine.

Régiment Cardinal-Duc (1635-1636)
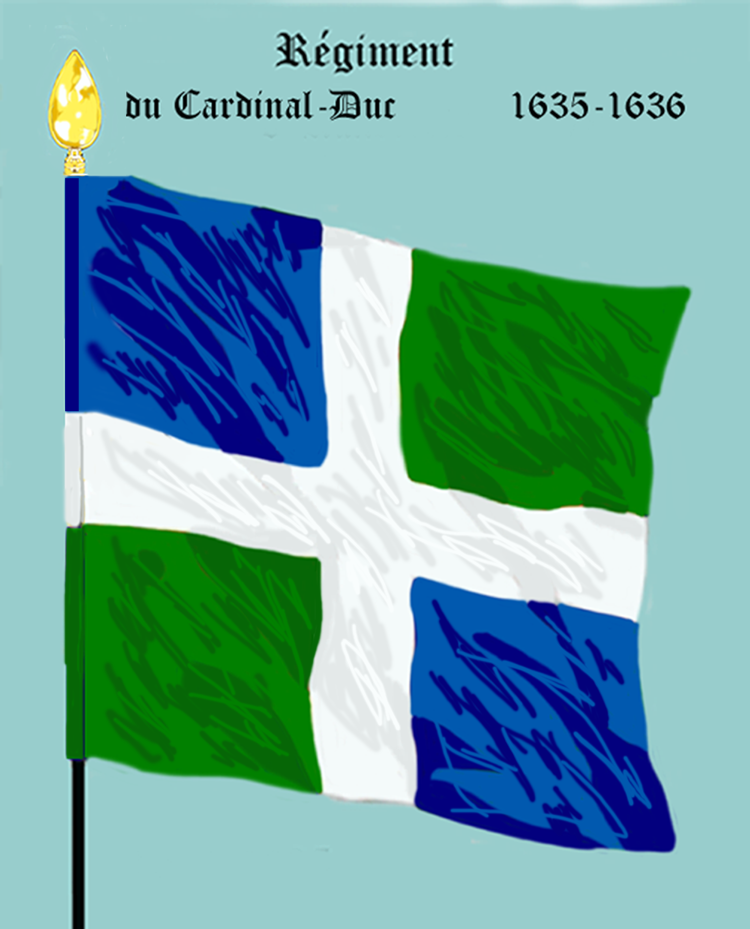

## Régiment du Cardinal de Sainte-Cécile
- Régiment du Cardinal de Sainte-Cécile

Ce régiment est levé le 3 janvier 1648 par Michel Mazzarini, cardinal de Sainte-Cécile, mort la même année. Il prend le nom de régiment de La Fare (1648-1654) après avoir été donné le 1er septembre 1648 au mestre de camp lieutenant, Antoine, baron de La Fare.

## Régiment de Carignan
- Régiment de Carignan 

Ce régiment piémontais est levé en avril 1644 par Philibert de Savoie, prince de Carignan. Admis dans l'armée française sur pied étranger, il prend le nom de régiment de Carignan-Balthazard en 1658 des noms de son propriétaire et de son colonel M. de Balthazard.

Régiment de Carignan (1644-1759)
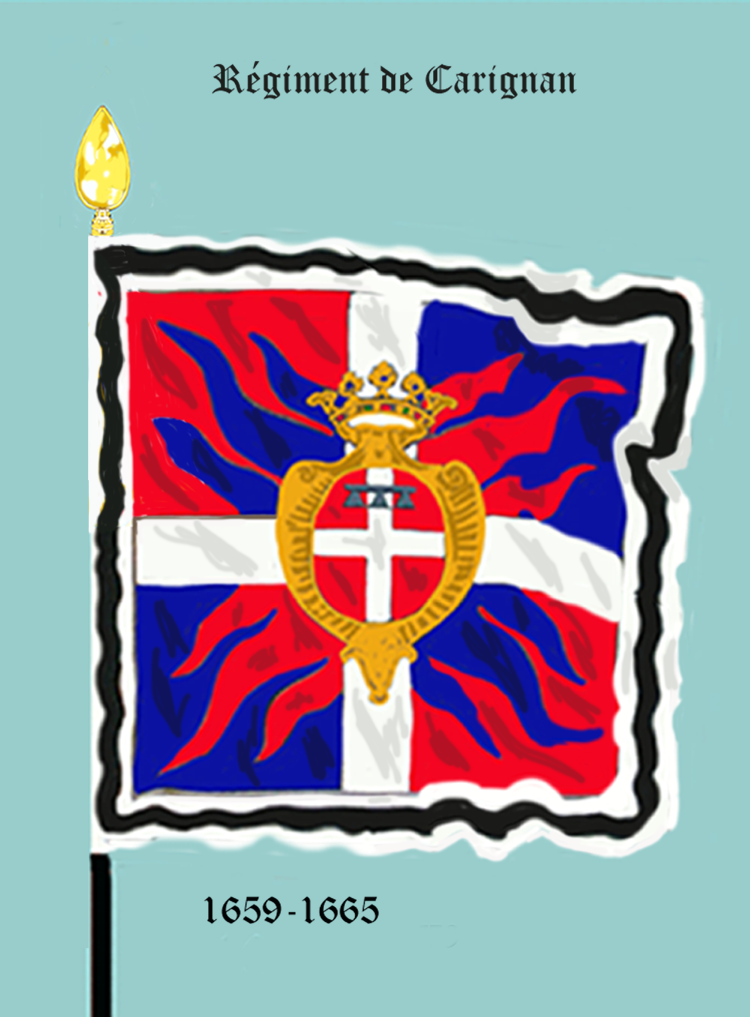

## Régiment de Carignan (1775-1785)
- Régiment de Carignan (1775-1785)

Autre nom du régiment de Savoie-Carignan

## Régiment de Carignan-Balthazard
- Régiment de Carignan-Balthazard

C'est l'ancien régiment de Carignan, qui prend en 1658, le nom de « régiment de Carignan-Balthazard » après avoir été fusionné avec le régiment de Balthazard (1658-1665). Envoyé au Canada il prend le nom de régiment de Carignan-Sallières en 1662, après la mort de son colonel M. de Balthazard, des noms de son propriétaire et du premier capitaine du régiment M. de Salières qui en devient son colonel.

## Régiment de Carignan-Sallières
- Régiment de Carignan-Sallières

C'est l'ancien régiment de Carignan-Balthazard, qui prend en 1662, le nom de « régiment de Carignan-Sallières ». Il se trouve au Canada jusqu'en 1668 ou il est de retour en France et participe à partir de 1671, à la guerre de Hollande. Il prend le nom de régiment de Soissons le 18 juillet 1676, après avoir été donné à Louis-Thomas de Savoie, comte de Soissons.

## Régiment de Carlisle
- Régiment de Carlisle 

Ce régiment anglais est levé le 30 avril 1671 par Thomas Howard, comte de Carlisle dans le cadre de la Guerre de Hollande. Il est engagé dans la campagne de Hollande en 1672, la campagne de Westphalie en 1673 durant laquelle il se trouve aux batailles de Sintzheim, d'Entzheim et de Mulhausen en 1674, aux combats de Turckheim et Altenheim en 1675. Le colonel est tué en 1676 près de Saverne. Il est ensuite présent à la bataille de Kokersberg et au siège de Fribourg en 1677. Il est licencié le 10 mars 1678 après les traités de Nimègue.

## Régiment de Carmain
- Régiment de Carmain

Le régiment est levé le 7 juillet 1621 par Adrien de Montluc de Cramail, comte de Carmain dans le cadre de la répression contre les Huguenots. En 1621, il se trouve au siège de Montauban et est réformé le 14 février 1623. Rétabli le 13 août 1624, il sert en Languedoc puis durant la guerre d'Italie, en 1624 il est engagé au combat du Pas de Suse. En 1629 dans le cadre de la troisième rébellion huguenote, il se trouve au siège d'Alès. En 1630, dans le contexte de la guerre de Succession de Mantoue, il participe au combat de Veillane, à la prise de Saluces et de Carignan. Affecté à l'armée de Lorraine en 1635, il se trouve à la prise de Saint-Mihiel. Il est licencié en 1643 à la mort du mestre de camp. Ce régiment est quelquefois désigné sous le nom de régiment de Cramail.

## Régiment de Carné
- Régiment de Carné

Le régiment est levé 3 septembre 1702 par N. de Carné. Engagé dans la guerre de Succession d'Espagne, il sert à l'armée du Rhin et est appelé en Flandre en 1706. C'est pendant que le régiment traverse Verdun que le futur général François de Chevert s'y enrôle. Il prend le nom de régiment d'Hoccart après avoir été donné le 20 janvier 1708 à Zacharie Hoccart.

## Régiment des Fusiliers de Carrion-Nisas
- Régiment des Fusiliers de Carrion-Nisas

Voir à Fusiliers

## Régiment de Casal
- Régiment de Casal 

Ce régiment piémontais est levé le 26 janvier 1692, sur le pied de dix compagnies, par Pierre de Perrien, marquis de Crénan, pour tenir garnison à Casal dans le cadre de la guerre de la Ligue d'Augsbourg. Il participe à la défense de cette ville en 1692 et en 1695. Il est licencié le 18 septembre 1695.

## Régiment de Castéja
- Régiment de Castéja

Le régiment est levé le 3 septembre 1702 par Jean-François de Biaudos, marquis de Castéja. Engagé dans la guerre de Succession d'Espagne, il sert à l'armée du Rhin en 1703 et participe au siège de Brisach, où il reste en garnison. Il est donné le 16 mars 1705 à Charles-Louis de Biaudos, comte de Castéja (en) et il prend le nom de régiment de Saint-Léger (1709-1713) en 1709 après avoir été donné à N. de Saint-Léger.

## Régiment de Castelan
- Régiment de Castelan

Le régiment est levé le 5 août 1637, dans le cadre de la guerre de Trente Ans, par Olivier de Castelan. Il est envoyé au secours de Leucate en 1637, aux secours de Brema et de Verceil en 1638 à la prise de Chivasso, au combat de La Route (La Rotta), en Piémont, près de Carmagnole en 1639, aux sièges de Casal et de Turin en 1640 au siège de Tortone en 1642, et au siège de Santia en 1644 et est licencié à la fin de cette année.

## Régiment de Castelbayard
- Régiment de Castelbayard

Ce régiment qui est levé, durant la guerre de Trente Ans, le 7 juillet 1621 par N. Marion, baron de Castelbayard est renommé régiment de Montausier en 1629.

Régiment de Castelbayard (1621-1629)
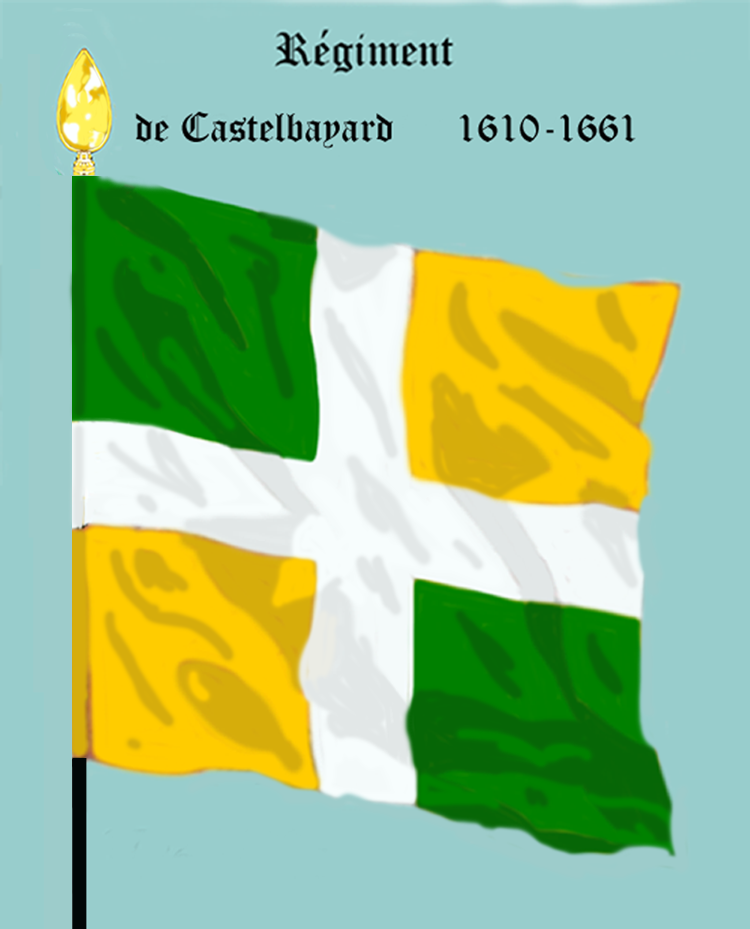

## Régiment de Castellas (1702-1722)
- Régiment de Castellas (1702-1722) 

C'est l'ancien régiment de Reynold (1692-1702), qui est renommé « régiment de Castellas » le 25 juin 1702 et qui prend le nom de régiment de Bettens (1722-1739) le 4 août 1722.

Régiment de Castellas (1702-1722)
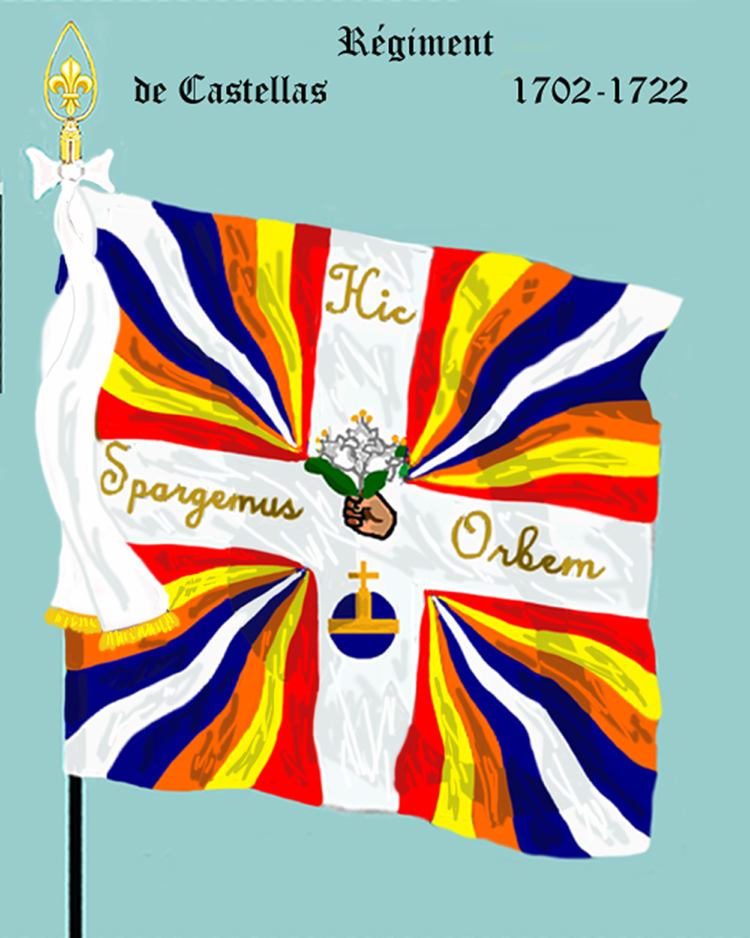

## Régiment de Castellas
- Régiment de Castellas 

C'est l'ancien régiment de Vigier (1740-1756), qui est renommé « régiment de Castellas » le 14 mars 1756 et qui est devenu sous la Révolution le 66e régiment d'infanterie de ligne.

Régiment de Castellas (1756-1792)
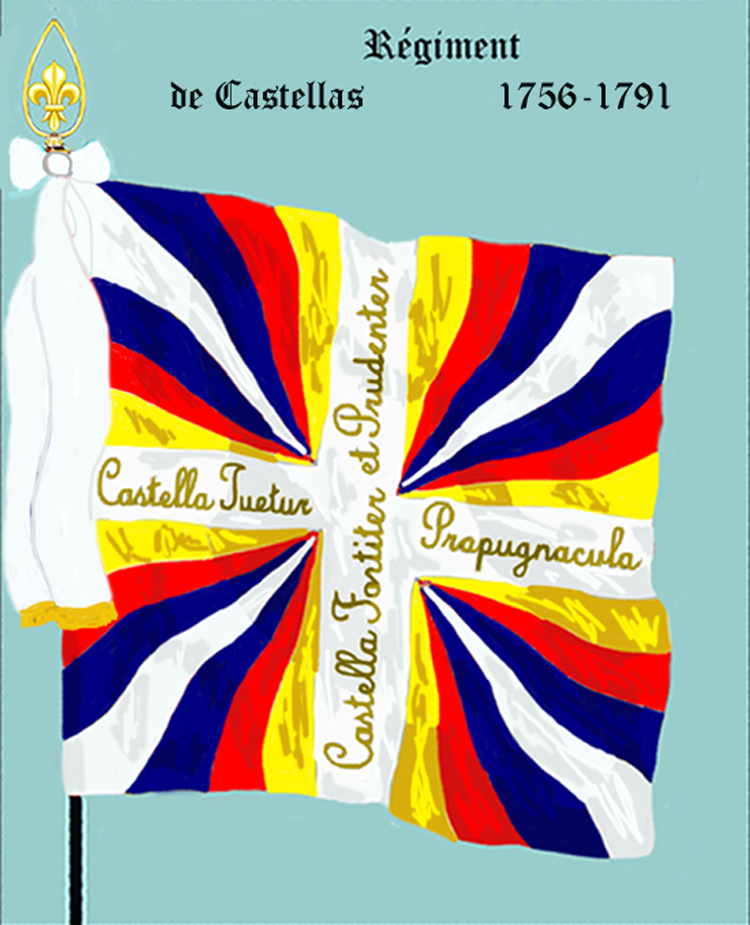

## Régiment de Castelet
- Régiment de Castelet

Le régiment est levé le 5 juillet 1702 par Charles-Félix-Hyacinthe de Galéan des Issarts, marquis de Castelet. Engagé dans la guerre de Succession d'Espagne il sert dans l'armée du Rhin en 1703, se trouve au siège de Brisach en 1703 et y reste en garnison après la prise de la place forte, à la défense de Landau en 1704, puis il est employé dans les lignes de la Lauter jusqu'en 1713. Il est incorporé le 21 janvier 1714 dans le régiment de La Gervasais.

## Régiment de Castelmoron
- Régiment de Castelmoron

C'est l'ancien régiment de La Force (1625-1631), qui, après avoir été donné à François Nompar de Caumont-La Force, marquis de Castelmoron, est renommé « régiment de Castelmoron » en 1631 et qui prend le titre de régiment d'Orval en 1646.

## Régiment de Castelnau (1587-1587)
- Régiment de Castelnau (1587-1587) 

Ce régiment protestant est levé en avril 1587, dans le cadre de la huitième guerre de Religion, par Henri baron de Castelnau. Le régiment participe à la bataille de Coutras et est licencié en la même année.

## Régiment de Castelnau (1635-1644)
- Régiment de Castelnau (1635-1644)

Ce régiment est levé le 20 mars 1635, dans le cadre de la guerre franco-espagnole, par Jacques, marquis de Castelnau-Mauvissière. En 1635 le régiment participe à la bataille des Avins, en 1638 à la défense de Guise et en 1639 au siège d'Hesdin. Mis en garnison à Pont-à-Mousson en 1640, il se trouve au siège d'Aire en 1641. Affecté à l'armée d'Allemagne en 1642, il participe à la défense de Rottweil durant laquelle i1 est détruit et ses débris entrent, en 1644, dans la formation du régiment Mazarin-Français.

## Régiment de Castelnau (1646-1649)
- Régiment de Castelnau (1646-1649)

Ce régiment est levé le 14 mars 1646 par Louis de Castelnau de Rouvres, pour tenir garnison à Bourbourg, dans le cadre de la guerre franco-espagnole. Il est licencié après la campagne de 1649.

## Régiment de Castelnau (1665-1673)
- Régiment de Castelnau (1665-1673)

C'est l'ancien régiment de Silly, qui est renommé « régiment de Castelnau » en 1665 et qui prend le nom de régiment de Bourbonnais en 1673.

## Régiment de Castelnau (1712-1714)
- Régiment de Castelnau (1712-1714)

C'est l'ancien régiment de Champigny, qui est renommé « régiment de Castelnau » en 1712 après avoir été donné par N. de Castelnau et qui est licencié en 1714.

## Régiment de Castelnau-Mauvissière (1636-1642)
- Régiment de Castelnau-Mauvissière (1636-1642)

Ce régiment est levé le 10 juillet 1636 par Jacques, marquis de Castelnau-Mauvissière dans le cadre de la guerre franco-espagnole. Affecté à l'armée d'Allemagne, il est incorporé en 1642 « avec un autre régiment appartenant au même chef ».

## Régiment de Castelnau-Mauvissière (1650-1651)
- Régiment de Castelnau-Mauvissière (1650-1651)

C'est l'ancien régiment de Wall qui, après la mort du colonel Edmond Robert de Wall est donné le 23 décembre 1650 à Jacques, marquis de Castelnau-Mauvissière et renommé « régiment de Castelnau-Mauvissière ». Rattaché à l'armée de Guyenne en 1651, il participe au « siège des tours de La Rochelle ». Il reprend le nom de régiment de Wall lorsqu'il est donné en septembre 1651 à un autre membre de la famille de Wall.

## Régiment de Casteras
- Régiment de Casteras

Voir régiment de La Rivière-Castéras

## Régiment de Castrevieille
- Régiment de Castrevieille

Le régiment est levé 5 août 1637 par N. de Castrevieille dans le cadre de la guerre franco-espagnole. En 1637, il embarque sur la flotte d'Henri de Lorraine comte d'Harcourt et participe à la reprise des îles de Lérins, et porte secours à Leucate. Affecté à l'armée d'Italie en 1638, il est mis en garnison à Alexandrie, où il demeure jusqu'à son licenciement en 1657.

## Régiment de Castries
- Régiment de Castries

Le régiment est levé le 1er mars 1674 par René-Gaspard de La Croix, marquis de Castries. Il prend le noms de régiment de Morangiès le 16 avril 1695

## Régiment Catalan-Mazarin
- Régiment Catalan-Mazarin

C'est l'autre nom du régiment Mazarin-Catalan.

## Régiment de Catinat
- Régiment de Catinat

Le régiment est levé le 24 octobre 1688 par Nicolas de Catinat de Saint-Gratien, dans le cadre de la guerre de la Ligue d'Augsbourg. Il participe au siège de Philippsburg en 1688, puis il rejoint l'armée des Alpes en 1689 et assiste à la prise de Cahours en 1689, à la Bataille de Staffarda, aux prises de Saluces, de Barges et de Suze en 1690, à la conquête de la Savoie et de Nice en 1691, à la bataille de La Marsaglia en 1693, au siège de Valenza en 1696, puis il rejoint l'armée de Flandre avec laquelle il se trouve au siège d'Ath en 1697. Il prend le nom de régiment de Sillery après avoir été donné le 24 mars 1701 à Félix-François Bruslart, marquis de Sillery.

## Régiment de Caumont
- Régiment de Caumont

Autre nom du régiment de La Force.

## Régiment de Caupos
- Régiment de Caupos

Le régiment est levé le 3 septembre 1702 par N. de Caupos. Engagé dans la guerre de Succession d'Espagne, il reste dans les garnisons de Flandre. Il est licencié en 1714 après la paix.

## Régiment de Cavoye
- Régiment de Cavoye

Le régiment est formé par ordre du 1er janvier 1689, avec les milices d'Amiens, par Gilbert Oger de Cavoye. Dans le cadre de la guerre de la Ligue d'Augsbourg, il se trouve à l'armée de Flandre jusqu'en 1692, puis il rejoint l'armée de la Moselle en 1693, retourne à l'armée de Flandre en 1694 et assiste au bombardement de Bruxelles en 1695 puis il est mis en garnison à Arras. Il prend le nom de régiment de Mouchy après avoir été donné à N. de Noailles, comte de Mouchy.

## Régiment de Caylus (1712-1714)
- Régiment de Caylus (1712-1714)

C'est l'ancien régiment d'Houdetot (1706-1712), qui prend le nom de « régiment de Caylus » après avoir été donné en août 1712 à N. chevalier de Caylus. Engagé dans la guerre de Succession d'Espagne, il est licencié en 1714.

## Régiment de Caylus-Rouairoux (1710-1715)
- Régiment de Caylus-Rouairoux (1710-1715)

C'est l'ancien régiment de Villeneuve, qui prend le nom de « régiment de Caylus » après avoir été donné le 26 janvier 1712 à Henri-Joseph, comte de Caylus-Rouairoux. Il est réformé le 30 juillet 1715.

## Régiment de Cerny
- Régiment de Cerny

Le régiment est levé le 20 mars 1635 par N. comte de Cerny, dans le cadre de la guerre de Trente Ans. Il sert en Alsace puis il est licencié le 22 juin 1636.

## Régiment des Cévennes
- Régiment des Cévennes

C'est l'ancien régiment de Lecques (1630-1631), qui prend le titre de « régiment des Cévennes » le 8 décembre 1631. Il passe en Italie à la fin de 1636 et participe à la défense d'Asti et au combat de Montebaldone en 1637 et à la défense de Brema en 1638. Il passe en Roussillon en 1639 et participe au siège d'Estagel et au secours de Salses. Il revient en Italie en 1640, assiste au siège de Turin puis il rejoint l'armée de Picardie en 1641 avec laquelle il combat à la bataille de la Marfée et au siège de Bapaume. Il est licencié après la campagne.

## Régiment de Chablais
- Régiment de Chablais 

Ce régiment savoisien est passé au service de la France le 26 novembre 1674 dans le cadre de la guerre de Hollande. Affecté à l'armée de Flandre, il participe aux sièges de Valenciennes et de Cambrai en 1677, aux sièges d'Ypres et de Gand, et à la bataille de Saint-Denis en 1678. Il est licencié le 11 janvier 1679. Les sergents et soldats italiens du régiment permettent de former le régiment de Saint-Laurent.

## Régiment de Chabrignac
- Régiment de Chabrignac

Le régiment est levé en octobre 1635 par N. de Chabrignac dans le cadre de la guerre de Trente Ans. Il sert en Lorraine puis il est licencié le 22 juin 1636.

## Régiment de Chabrillant
- Régiment de Chabrillant

Ce régiment est levé le 5 janvier 1702 par N. de Moreton, marquis de Chabrillant. Engagé dans la guerre de Succession d'Espagne, il est affecté à l'armée du Rhin puis à l'armée de Bavière en 1704 et se trouve à la bataille d'Hochstedt durant laquelle le régiment est complètement détruit, et le colonel est tué.

## Régiment de Grenadiers-Royaux de Chabrillant
- Régiment de Grenadiers-Royaux de Chabrillant

Voir à Grenadiers

## Régiment de Chaillou
- Régiment de Chaillou

C'est l'ancien régiment de Senneterre (1734-1739), qui est renommé « régiment de Chaillou » le 12 mars 1739 et qui prend le nom de régiment de Ségur (1743-1745) le 22 août 1743.

Régiment de Chaillou (1739-1743)
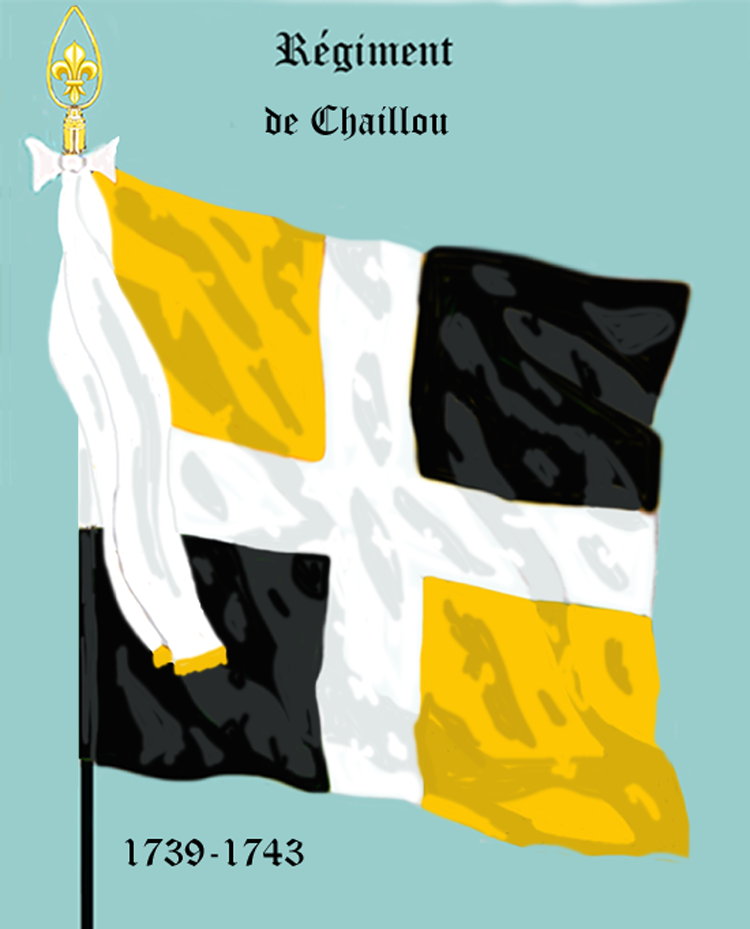

## Régiment de Chalabre
- Régiment de Chalabre

Le régiment est levé le 20 mars 1635 par N. de Chalabre, dans le cadre de la guerre de Trente Ans. Il sert en Lorraine puis il est licencié le 22 juin 1636.

## Régiment de Chalençay
- Régiment de Chalençay

Le régiment est levé 20 mars 1635 par Jacques de Damas, comte de Chalençay dans le cadre de la guerre de Trente Ans. Il participe au secours de Mayence et prend, le 8 décembre 1635, le titre de la province de Bourgogne devenant le régiment de Bourgogne.

## Régiment du Challar
- Régiment du Challar 

C'est un régiment protestant, formé à Alès en septembre 1568, dans le cadre de la troisième guerre de Religion, par N. du Challar. Affecté à l'armée dite des Vicomtes il participe, en 1569, à la campagne de Poitou et est licencié le 8 août 1570 à la paix de Saint-Germain-en-Laye.

## Régiment de Chalmazel
- Régiment de Chalmazel

Le régiment est levé le 3 septembre 1702 par Louis de Talaru, marquis de Chalmazel. Engagé dans la guerre de Succession d'Espagne, il sert à l'armée du Rhin, participe à la défense d'Haguenau en 1705, et est envoyé dans les lignes de la Lauter jusqu'à la paix. Il est incorporé le 7 octobre 1714 dans le régiment de Picardie.

## Régiment de Châlons
- Régiment de Châlons

C'est un régiment provincial qui est créé par ordonnance du 4 août 1771, en remplacement des milices provinciales. Ce régiment est formé des bataillons de Châlons, de Saint-Dizier et de Mazarin, sous le commandement du comte François de Monteynard, remplacé en 1774 par le marquis de Beaumont d'Auty. Le régiment est supprimé par ordonnance du 15 décembre 1775 qui fait disparaître les troupes provinciales.

## Régiment de Chambaret
- Régiment de Chambaret

Le régiment est levé le 1er janvier 1592 dans le cadre la huitième guerre de Religion, par N. de Chambaret. Il sert en Champagne et participe à la défense de Beaumont-en-Champagne. Il est licencié en 1592.

## Régiment de Chambaud
- Régiment de Chambaud

C'est l'ancien régiment de Thorigny (1706-1706), qui prend le nom de « régiment de Chambaud » après avoir été donné en 1706 à N. de Chambaud. Engagé dans la guerre de Succession d'Espagne, il est en garnison en Flandre jusqu'en 1708, puis dans les lignes de la Lauter de 1709 à 1713. Le deuxième bataillon est réformé en décembre 1711, et le premier bataillon en décembre 1713.

## Régiment de Chambellay
- Régiment de Chambellay

C'est l'ancien régiment de Kercado, qui donné à François Sidrac de Chambellay est renommé « régiment de Chambellay », le 1er juillet 1654, et qui prend le nom de régiment de Montaigu en 1667.

## Régiment de Chamblay
- Régiment de Chamblay

C'est l'ancien régiment de Phalsbourg, qui est renommé « régiment de Chamblay » en 1632 et qui prend le titre de régiment de Lorraine (1635-1669) en 1635.

## Régiment de Chamilly
- Régiment de Chamilly

Le régiment est levé le 3 février 1706 par Noël Bouton, maréchal de Chamilly. Engagé dans la guerre de Succession d'Espagne, il prend le nom de régiment de Mornac après avoir été donné le 13 juillet 1707 à Charles-Léon Boscal de Réals, comte de Mornac.

## Régiment de Chamoy
- Régiment de Chamoy

Ce régiment levé en mai 1585, par N. de Chamoy, dans le cadre de la huitième guerre de Religion, est licencié la même année.

## Régiment de Champagnac
- Régiment de Champagnac 

C'est un régiment protestant, levé en octobre 1567, dans le cadre de la deuxième guerre de Religion, par N. de Champagnac. L'unité rejoint le prince, Louis Ier de Bourbon-Condé, après la bataille de Saint-Denis. En 1568, il participe à la prise d'assaut de Pont-sur-Yonne et est licencié le 23 mars 1568 à la paix de Longjumeau.

## Bandes de Champagne
- Bandes de Champagne

Voir à Bandes

## Légion de Champagne
- Légion de Champagne

Elle est formée par ordonnance du 24 juillet 1534 avec les anciens francs-archers des provinces de Champagne, Bourgogne et Nivernais et disparait après 1576.

## Régiment de Champagne
- Régiment de Champagne

C'est l'ancien Régiment de Montcassin, qui est renommé « régiment de Champagne » en 1585. Le 28 août 1684 2 compagnies du régiment sont tirées pour permettre de former le régiment Royal-Bombardiers. Le 4 octobre 1692 le bataillon de La Robinière, est détaché du « régiment de Champagne » pour former le régiment de Barrois. Le 23 décembre 1695 le bataillon de Bombelles du « régiment de Champagne » forme le régiment de Permangle. Le 17 janvier 1714 il reçoit l'incorporation du régiment de La Londe (1706-1714). Le 21 janvier 1714 il reçoit l'incorporation du régiment d'Ussy. Le 20 mars 1714 il reçoit l'incorporation du régiment du Roure (1706-1714). Le 7 octobre 1714 le régiment de Bugey est incorporé dans le « régiment de Champagne ». Par ordonnance royale du 25 mars 1776, les 1er et 3e bataillons du régiment forment le régiment de Ponthieu. Par ordonnance du 30 janvier 1778, une compagnie du régiment forme le régiment des grenadiers royaux de la Lorraine. Le « régiment de Champagne » est devenu sous la Révolution le 7e régiment d'infanterie de ligne.

Régiment de Champagne (1585-1791)
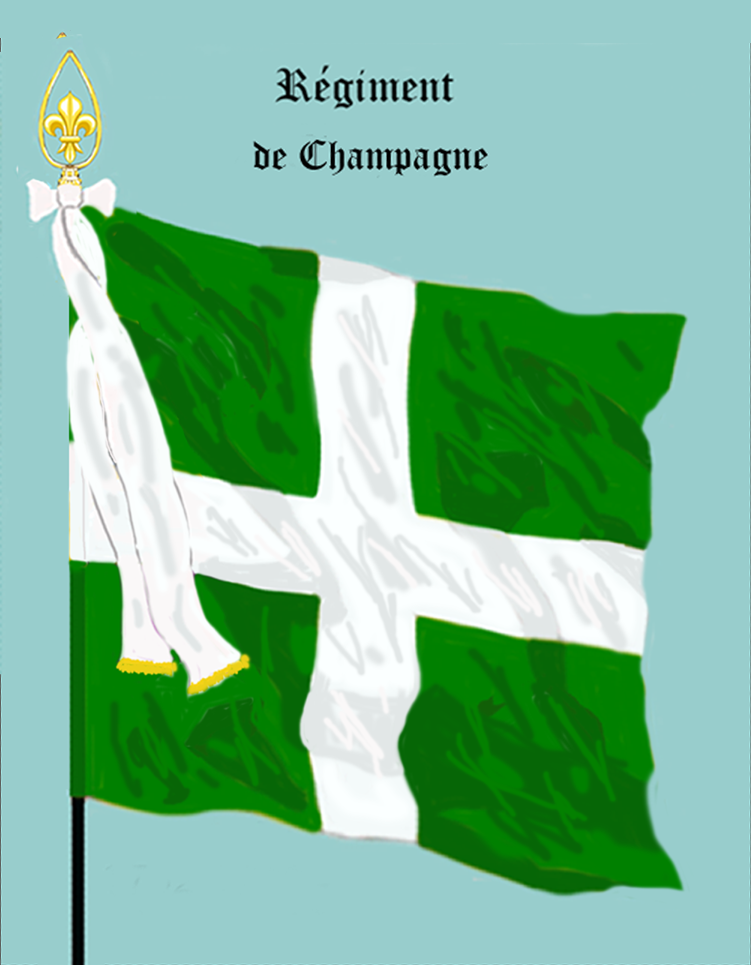

## Régiment de Champigny
- Régiment de Champigny

C'est l'ancien régiment de Bourdonné (1636-1646), qui est renommé « régiment de Champigny » après avoir été donné en 1707 à N. de Champigny. Engagé dans la guerre de Succession d'Espagne il sert sur les Alpes jusqu'en 1710, passe en Catalogne et revient en Dauphiné en 1711. Il prend le nom de régiment de Castelnau (1712-1714) après avoir été donné en 1712 a N. de Castelnau.

## Régiment de Chaperon
- Régiment de Chaperon

C'est l'ancien régiment de La Rivière-Puytaillé, qui est renommé « régiment de Chaperon » en 1585 en février 1570. Il est incorporé le 8 août 1570, à la paix de Saint-Germain-en-Laye, dans le régiment de Brissac (1569-1585).

## Régiment Chappes (1611-1631)
- Régiment Chappes (1611-1631)

C'est l'ancien régiment de Nerestang, qui est renommé « régiment de Chappes » en 1611 et qui reprend le nom de régiment de Nerestang en 1631.

## Régiment de Chappes (1689-1690)
- Régiment de Chappes (1689-1690)

C'est l'ancien régiment de Dampierre (1652-1689), qui est renommé « régiment de Chappes » en 1689 et qui prend le nom de régiment d'Humières en 1690.

Régiment de Chappes (1689-1690)
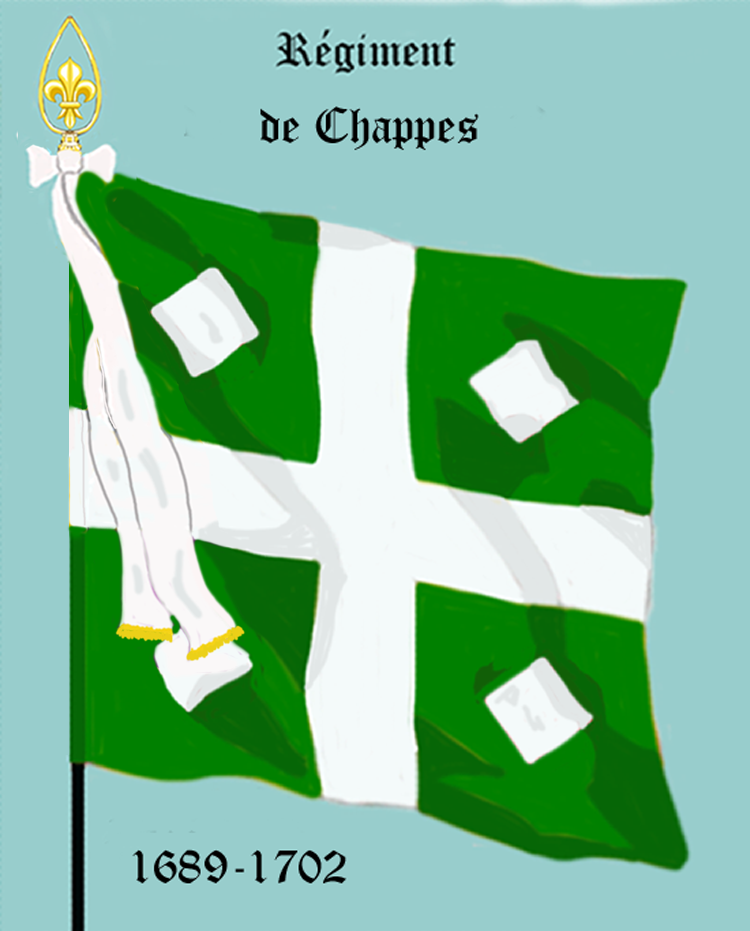

## Régiment de Charbonnières (1568-1570)
- Régiment de Charbonnières (1568-1570) 

C'est un régiment protestant, formé dans le Rouergue en septembre 1568, dans le cadre de la troisième guerre de Religion, par Gabriel Prévost de Charbonnières. Il sert dans le Béarn et est licencié le 8 août 1570 à la paix de Saint-Germain-en-Laye.

## Régiment de Charbonnières
- Régiment de Charbonnières 

C'est un régiment protestant, levé en juin 1585, dans le cadre de la huitième guerre de Religion, par Gabriel Prévost de Charbonnières. En 1585, il participe à la siège de Tulle et en 1586 à la défense de Lusignan. En 1587, le régiment se trouve au siège de Fontenay, au combat de La Mothe-Saint-Héray et à la bataille de Coutras. En 1588 il participe à la reprise de Marans, au combat des Herbiers, à la prise de Niort et de Maillezais. En 1589 on trouve le régiment au secours de Tours, au combat de Bonneval et siège de Pontoise. Le mestre de camp est tué devant Pontoise d'une arquebusade, pendant que le roi de Navarre s'appuyait sur son épaule. Le régiment est incorporé dans les Gardes de Navarre.

## Régiment de Charlemont
- Régiment de Charlemont 

Le régiment de Charlemont, arrive en France en 1689 et il passe au service de la France en septembre 1691. Engagé dans la guerre de la Ligue d'Augsbourg il sert sur les côtes de Normandie en 1692, à l'armée du Rhin en 1693 puis il est mis en garnison à Strasbourg. Il est incorporé le 27 février 1698 dans le régiment de Galmoy.

## Régiment de Charlevoix
- Régiment de Charlevoix

C'est l'ancien régiment d'Erlach-Français, qui prend en 1650, le nom de « régiment de Charlevoix » après avoir été donné à N. de Charlevoix. Il est licencié en 1654.

## Régiment de Charnacé
- Régiment de Charnacé

Ce régiment est levé le 8 septembre 1634, par Hercule de Girard, baron de Charnacé dans le cadre de la guerre de Trente Ans. Alors qu'il sert en Hollande, le mestre de camp est tué, en 1637, devant Breda. Le régiment prend alors le nom de régiment de Haucourt du nom de son nouveau mestre de camp N. de Haucourt.

## Régiment de Charnailles
- Régiment de Charnailles

Voir régiment de Marloup de Charnailles

## Régiment de Charnières
- Régiment de Charnières

Ce régiment est levé en mai 1585, par N. de Charnières, dans le cadre de la huitième guerre de Religion. En 1585 il participe au combat d'Angers et est licencié la même année.

## Régiment de Charolais (1692-1714)
- Régiment de Charolais (1692-1714)

Le régiment est créé sous ce titre, le 4 octobre 1692, et donné à Gabriel d'Hautefort, chevalier de Montignac. Engagé dans la guerre de la Ligue d'Augsbourg, il est affecté à l'armée de Flandre, et se trouve à la bataille de Neerwinden en 1693, et il rejoint l'armée d'Allemagne en 1694. Donné 24 mai 1696 à Barthélemy-Gabriel, comte d'Espinay, il passe à l'armée de la Meuse en 1697. Dans le cadre de la guerre de Succession d'Espagne il est engagé dans l'armée de Flandre en 1701 et se trouve au siège de Nimègue en 1702, à la bataille d'Ekeren en 1703, puis il passe sur le Rhin, et participe au siège de Brisach cette mêmeannée. Il passe à l'armée des Alpes en 1704 et se trouve au siège de Nice en 1705, il rallie l'armée d'Espagne en 1706, sert à la bataille d'Almansa, et siège de Lérida en 1707, au siège de Tortose en 1708, passe à l'armée de Dauphiné en 1709, à l'armée de Flandre en 1710, et est mis en garnison au Quesnoy. Il est donné en 1712 à Jacques Berbier du Metz et se trouve à la défense du Quesnoy. Incorporé dans le régiment de Lyonnais le 13 décembre 1714.
- Régiment de Charolais (1692-1714) également appelé régiment du comte de Charolais

C'est l'ancien régiment d'Enghien, qui est renommé « régiment de Charolais » le 15 septembre 1709 après avoir été donné le 15 septembre 1709 à Charles de Bourbon-Condé comte de Charolais. Engagé dans la guerre de Succession d'Espagne, il reprend le nom de régiment d'Enghien le 1er avril 1710 après avoir été donné à Louis de Bourbon-Condé comte de Clermont.

## Régiment de Charost (1630-1658)
- Régiment de Charost (1630-1658)

Ce régiment est levé le 27 mars 1630, par Louis de Béthune, comte de Charost, dans le cadre de la guerre de Succession de Mantoue. Il participe à la conquête de la Savoie puis il est réformé après le traité de Cherasco en 1631. Il est rétabli le 22 février 1644, sur le pied de 15 compagnies de 70 hommes pour tenir garnison à Calais. Après avoir assuré la défense de Calais en 1657, il est licencié en décembre 1658.

## Régiment de Charost (1702-1712)
- Régiment de Charost (1702-1712)

C'est l'ancien régiment d'Humières, qui est renommé « régiment de Charost » en 1702 et qui prend le nom de régiment de Saillant le 2 avril 1712.

Régiment de Charost (1702-1712)
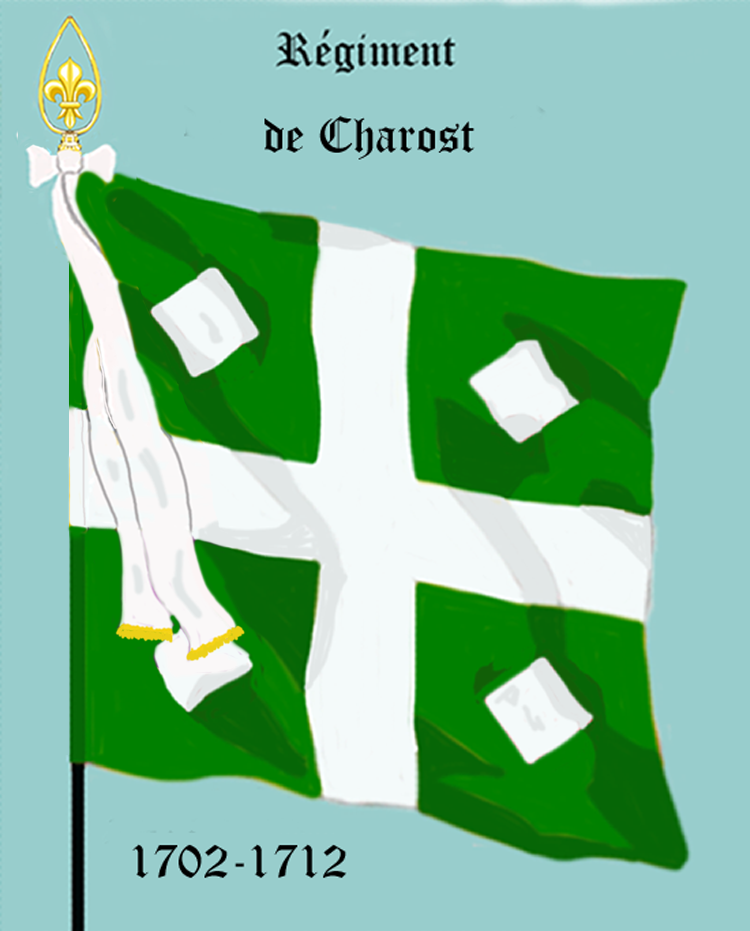

## Régiment de Charry
- Régiment de Charry

Il est formé en Guyenne, par ordre du 2 mai 1562, par Jacques de Charry lors de la première guerre de Religion. Après s'être porté au secours de Bordeaux, le régiment participe ensuite à la bataille de Vergt puis il est placé à la garde de Chartres pendant la bataille de Dreux. En 1563, il se trouve aux sièges d'Orléans et du Havre. Le régiment est cassé le 1er août 1563, après la paix d'Amboise, et quatre enseignes entrent dans la composition de la Garde du Roi. Ce régiment est l'origine des Gardes Françaises.

## Régiment de Chartres
- Régiment de Chartres

Le régiment est levé le 14 novembre 1691 pour Philippe d'Orléans, duc de Chartres et composé que d'un seul bataillon de treize compagnies, dont trois furent tirées du régiment de Sault, trois du régiment de Touraine, six du régiment d'Orléans et une du régiment de Vermandois. Il est engagé dans la guerre de la Ligue d'Augsbourg, la guerre de Succession d'Espagne et la guerre de la Quadruple-Alliance. Le 19 juillet 1698 il reçoit l'incorporation du régiment de Vallouze] Il prend le nom de régiment d'Étampes le 5 janvier 1724 après avoir été donné à Charles de La Ferté-Imbault marquis d'Étampes. Il reprend le nom de « régiment de Chartres » le 22 février 1737 après avoir été repris par Louis, duc de Chartres. Il participe à la guerre de Succession d'Autriche et à la guerre de Sept Ans. Le « régiment de Chartres » est est devenu depuis la Révolution le 90e régiment d'infanterie de ligne.

Régiment de Chartres
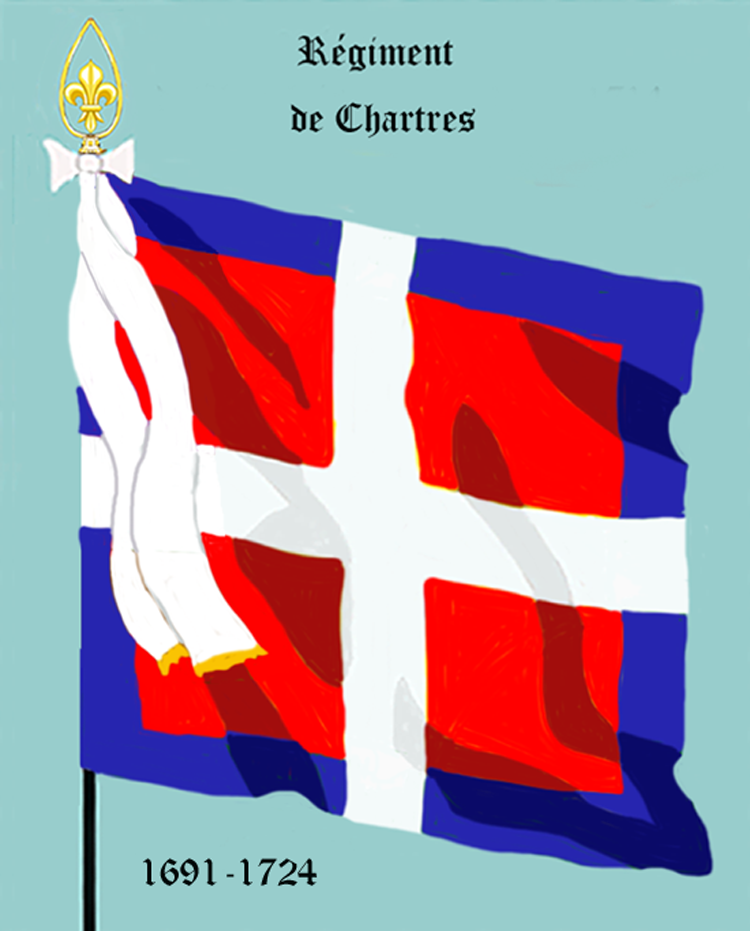
de 1691 à 1724
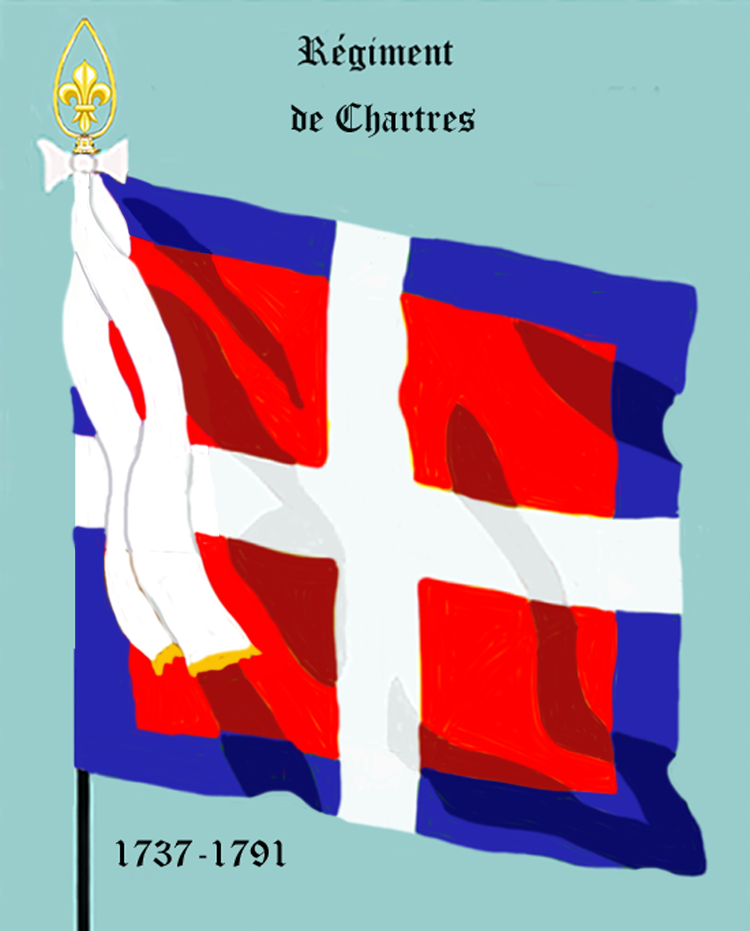
de 1737 à 1791

## Chasseurs des Alpes
- Bataillon de Chasseurs des Alpes également appelé Chasseurs des Alpes

Cette unité est formée le 8 mai 1784 pour être réunie au 1er régiment de chasseurs à cheval. Le 17 mars 1788, les régiments de chasseurs à cheval et les bataillons de chasseurs à pied sont séparés, et les compagnies d'infanterie des « Chasseurs des Alpes » est mis sous le titre de bataillon de Chasseurs Bretons.

## Chasseurs des Ardennes
- Bataillon de Chasseurs des Ardennes également appelé Chasseurs des Ardennes

Cette unité est formée le 8 mai 1784 pour être réunie au 6e régiment de chasseurs à cheval. Le 1er mai 1788 les compagnies d'infanterie des « Chasseurs du Gévaudan » prennent le nom de 10e bataillon de chasseurs à pied.
.

## Chasseurs d'Auvergne
- Bataillon de Chasseurs d'Auvergne également appelé Chasseurs d'Auvergne

C'est l'ancien bataillon de Chasseurs des Pyrénées, qui est renommé « bataillon de Chasseurs d'Auvergne » le 17 mars 1788 après la séparation des régiments de chasseurs à cheval et des bataillons de chasseurs à pied. Le 1er mai 1788 les compagnies d'infanterie des « Chasseurs d'Auvergne » prennent le nom de 7e bataillon de chasseurs à pied.
.

## Chasseurs de Béringuier
- Régiment des Chasseurs de Béringuier également appelé Chasseurs de Béringuier

Ce régiment est levé le 1er février 1747 par N. de Béringuier, sur le pied de 422 chasseurs à pied en deux compagnies tirés des montagnes des Cévennes. Engagé dans la guerre de Succession d'Autriche, il est licencié le 1er février 1749. Il portait un juste au corps de drap vert; à collet, parements, veste et culotte rouge et dont les officiers et les sergents sont pourvus d'un fusil à deux coups et d'un pistolet.

## Chasseurs Bretons
- Bataillon de Chasseurs Bretons également appelé Chasseurs Bretons

C'est l'ancien bataillon de Chasseurs des Alpes, qui est renommé « bataillon de Chasseurs Bretons » le 17 mars 1788 après la séparation des régiments de chasseurs à cheval et des bataillons de chasseurs à pied. Le 1er mai 1788 les compagnies d'infanterie des « Chasseurs Bretons » prennent le nom de 6e bataillon de chasseurs à pied.
.

## Chasseurs Cantabres
- Bataillon de Chasseurs Cantabres également appelé Chasseurs Cantabres

C'est l'ancien régiment de Montréal (1788-1788), qui, par ordonnance du 17 mars 1788, est constitué en un corps d'infanterie légère, sous le titre de « Chasseurs Cantabres ». Le 1er mai 1788 les compagnies d'infanterie des « Chasseurs Cantabres » prennent le nom de 5e bataillon de chasseurs à pied.
.

## Chasseurs des Cévennes
- Bataillon de Chasseurs des Cévennes également appelé Chasseurs des Cévennes

Cette unité est formée le 8 mai 1784 pour être réunie au 4e régiment de chasseurs à cheval. Le 1er mai 1788 les compagnies d'infanterie des « Chasseurs des Cévennes » prennent le nom de 9e bataillon de chasseurs à pied.
.

## Chasseurs de Colonne
- Régiment des Chasseurs de Colonne également appelé Chasseurs de Colonne

Ce régiment est levé le 1er février 1747 par N. de Colonne, sur le pied de 422 chasseurs à pied en deux compagnies. Engagé dans la guerre de Succession d'Autriche, il est licencié le 1er février 1749 et une partie entre, le 1er mars 1749, dans la composition du régiment des Volontaires de Dauphiné.

## Régiment des Chasseurs de Conflans
- Régiment des Chasseurs de Conflans

Voir régiment des Dragons-Chasseurs de Conflans

## Chasseurs Corses
- Bataillon de Chasseurs Corses également appelé Chasseurs Corses

Cette unité est formée sous ce titre le 17 mars 1788, avec le 1er bataillon du régiment Royal-Corse. Il participe aux opérations de la guerre et, le 28 prairial an III (16 juin 1795), il entre dans la composition de la 4e demi-brigade légère de première formation.

## Chasseurs de Fischer
- Régiment des Chasseurs de Fischer également appelé Chasseurs de Fischer

Ce régiment est formé, à une compagnie, le 1er novembre 1743, par Jean-Chrétien Fischer. Cette formation est successivement augmentée jusqu'à former un corps de huit compagnies d'infanterie et huit de cavalerie. Engagé dans la guerre de Succession d'Autriche, il sert en Flandre et en Alsace en 1744, désole la Souabe autrichienne, passe à l'armée du Bas-Rhin en 1745 et surprend le Gazetier de Francfort, dont on avait à se plaindre. Il passe à l'armée de Flandre en 1746, et se couvre de gloire en 1747 au siège de Berg-op-Zoom. L'unité comptait alors 400 chasseurs à pied et 200 chasseurs à cheval sous les ordres de Fischer qui avait rang de lieutenant-colonel. Réduit à la paix à 220 hommes, il est porté le 25 octobre 1756 à 500 hommes, puis en août 1757 à l'effectif de 2 000 hommes. Il sert dans l'armée d'Allemagne et participe aux sièges de Marbourg et de Ziegenheim en 1758 durant lesquels il enlève quatorze canons et les magasins de l'ennemi, puis aux sièges de Göttingen et d'Embeck, où il écrase les chasseurs hanovriens, se trouve à la bataille de Bergen ou il y défait un corps considérable au passage de la rivière d'Arlof, puis il bat quelques jours après un bataillon de grenadiers et les dragons prussiens de Finkenstein, détruit deux escadrons et en prend trois avec deux étendards, à la défense d'Oberwitter en 1759, à la défense des postes de la Roër, aux batailles de Warburg et de Clostercamps, où il défend l'abbaye avec acharnement, en 1760. Il prend le titre de régiment des Dragons-Chasseurs de Conflans après avoir été donné le 27 avril 1761 à Louis-Gabriel d'Armentières, comte de Conflans. En 1616, l'uniforme était entièrement vert pour l'infanterie. La cavalerie avait de plus la pelisse garance, le bonnet noir avec plume et cocarde blanches, et la schabraque garance ornée aux coins de trois poissons jaunes.

Régiment des Chasseurs de Fischer
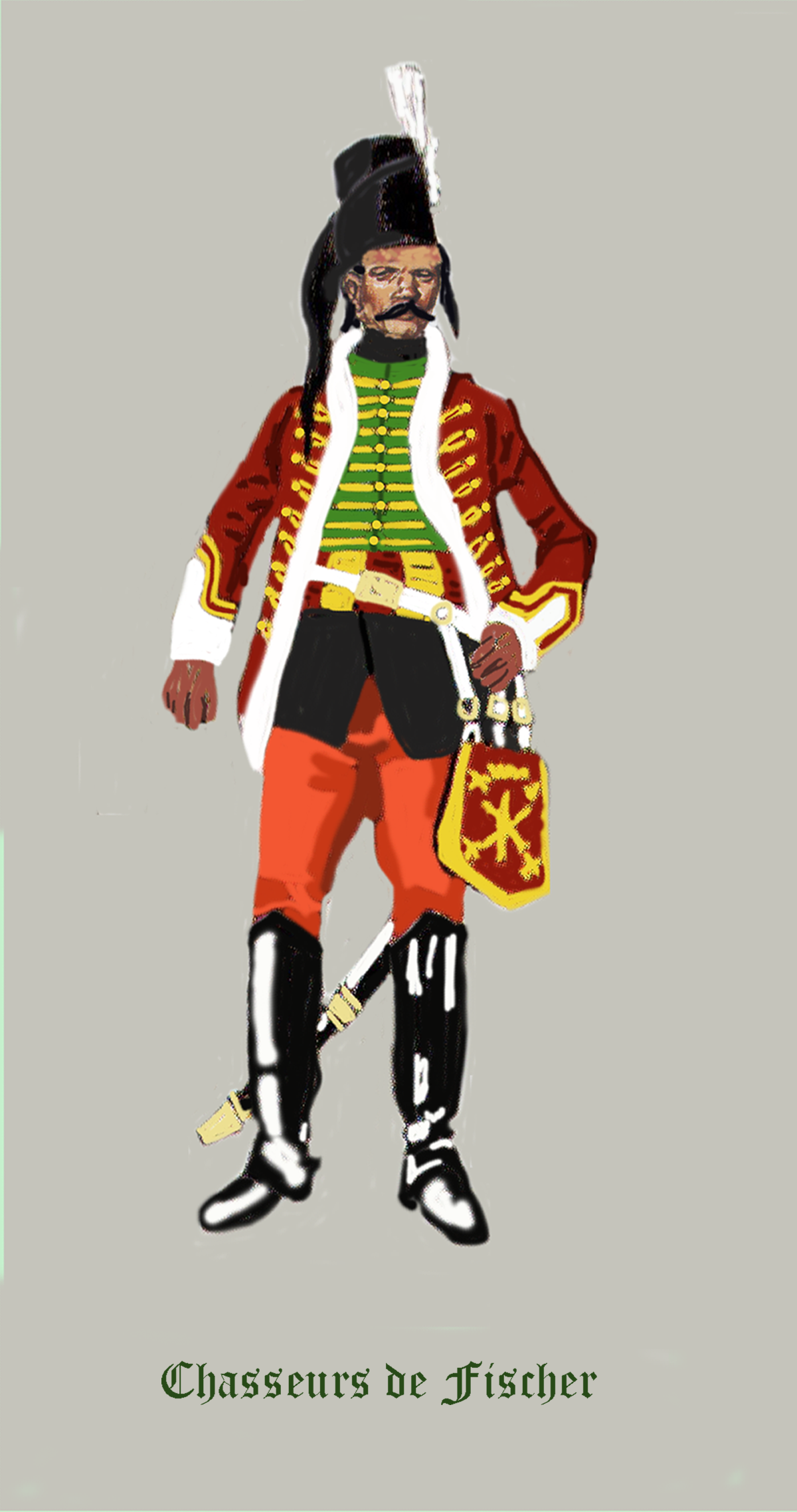
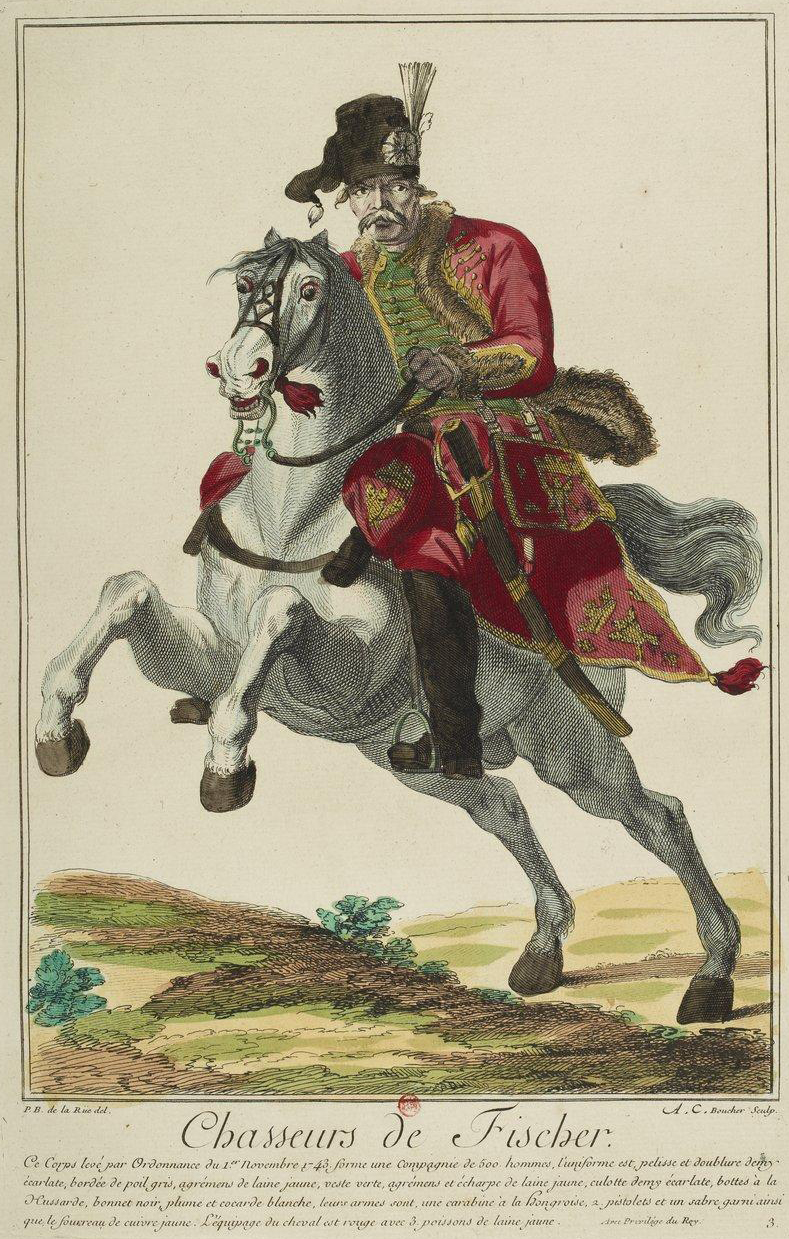
Chasseur de Fischer à cheval

## Chasseurs du Gévaudan
- Bataillon de Chasseurs du Gévaudan également appelé Chasseurs du Gévaudan

Cette unité est formée le 8 mai 1784 pour être réunie au 5e régiment de chasseurs à cheval. Le 1er mai 1788 les compagnies d'infanterie des « Chasseurs du Gévaudan » prennent le nom de 10e bataillon de chasseurs à pied.
.

## Chasseurs de Grandpré
- Régiment des Chasseurs de Grandpré également appelé Chasseurs de Grandpré

C'est l'ancien régiment des Chasseurs de Sombreuil, qui est renommé « régiment des Chasseurs de Grandpré » après avoir été donné en 1761 à N. de Grandpré. Engagé dans la guerre de Sept Ans, il est licencié en 1761.

## Chasseurs de Monet
- Régiment des Chasseurs de Monet également appelé Chasseurs de Monet

Ce régiment est levé en 1761 par N. de Monet sur le pied de 150 hommes, dont 60 chasseurs à pied, 40 chasseurs à cheval et 50 hussards. Engagé dans la guerre de Sept Ans il est donné en 1762 à N. Bohn. Il est licencié en décembre 1762. Uniforme : habit, culotte et gilet verts, bonnet de peau doublé de blanc pour les chasseurs; les hussards avaient pelisse et ganses vertes, dolman et culotte blanche.

## Chasseurs d'Origny
- Régiment des Chasseurs d'Origny également appelé Chasseurs d'Origny

Ce régiment est levé le 4 janvier 1760 par N. d'Origny, composé de cinq compagnies, et destiné à être embrigadé avec le régiment de hussards de Turpin. Engagé dans la guerre de Sept Ans, il sert dans l'armée d'Allemagne et participe à l'attaque du village de Netze près Waldeck, le 26 mars 1761 ou il fait mettre bas les armes à un bataillon de la légion britannique et durant laquelle le lieutenant-colonel d'Origny est tué d'un coup de feu dans la poitrine. Il est licencié en 1761.

## Chasseurs de Poncet
- Régiment des Chasseurs de Poncet également appelé Chasseurs de Poncet

Ce régiment est levé en 1761 par N. de Poncet sur le pied de 150 hommes, dont 60 chasseurs à pied, 40 chasseurs à cheval et 50 hussards. Engagé dans la guerre de Sept Ans, il est licencié en décembre 1762.

## Chasseurs des Pyrénées
- Bataillon de Chasseurs des Pyrénées également appelé Chasseurs des Pyrénées

Cette unité est formée le 8 mai 1784 pour être réunie au 2e régiment de chasseurs à cheval. Le 17 mars 1788, les régiments de chasseurs à cheval et les bataillons de chasseurs à pied sont séparés, et les « Chasseurs des Pyrénées » sont mis sous le titre de bataillon de Chasseurs d'Auvergne.

## Chasseurs de Roussillon
- Bataillon de Chasseurs de Roussillon également appelé Chasseurs de Roussillon

Cette unité est formée sous ce titre le 17 mars 1788, avec l'excédant des régiments Royal-Italien et Royal-Corse. Il participe aux opérations de la guerre et, le 28 prairial an III (16 juin 1795), il entre dans la composition de la 5e demi-brigade légère de première formation.

## Chasseurs de Sabattier
- Régiment des Chasseurs de Sabattier également appelé Chasseurs de Sabattier

Ce régiment est levé le 1er février 1747 par N. de Sabattier, sur le pied de 422 chasseurs à pied en deux compagnies. Engagé dans la guerre de Succession d'Autriche, il est licencié le 1er février 1749 et une partie entre, le 1er mars 1749, dans la composition du régiment des Volontaires de Dauphiné.

## Chasseurs de Sombreuil
- Régiment des Chasseurs de Sombreuil également appelé Chasseurs de Sombreuil

Ce régiment est levé le 4 janvier 1760 par N. de Sombreuil composé de cinq compagnies, et destiné à être embrigadé avec le régiment de hussards de Bercheny. Engagé dans la guerre de Sept Ans, il sert dans l'armée d'Allemagne. Il prend le nom de régiment de Chasseurs de Grandpré après avoir été donné en 1761 à N. de Grandpré. Licencié en 1761.

## Chasseurs des Vosges
- Bataillon de Chasseurs des Vosges également appelé Chasseurs des Vosges

Cette unité est formée le 8 mai 1784 pour être réuni au 3e régiment de chasseurs à cheval. Le 1er mai 1788 les compagnies d'infanterie des « Chasseurs des Vosges » prennent le nom de 8e bataillon de chasseurs à pied.
.

## Chasseurs Royaux Corses
- Bataillon de Chasseurs Royaux Corses également appelé Chasseurs Royaux Corses

Cette unité est constituée sous ce titre le 17 mars 1788, avec le 1er bataillon du régiment Royal-Corse. Il participe aux opérations de la guerre et, le 28 prairial an III (16 juin 1795), il entre dans la composition de la 3e demi-brigade légère de première formation.

## Chasseurs Royaux de Dauphiné
- Bataillon de Chasseurs Royaux de Dauphiné également appelé Chasseurs Royaux de Dauphiné

Cette unité est formée sous ce titre le 17 mars 1788, avec le 2e bataillon du régiment Royal-Italien. Il participe aux opérations de la guerre et, le 28 prairial an III (16 juin 1795), il entre dans la composition de la 2e demi-brigade légère de première formation.

## Chasseurs Royaux de Provence
- Bataillon de Chasseurs Royaux de Provence également appelé Chasseurs Royaux de Provence

Cette unité est formée sous ce titre le 17 mars 1788, avec le 1er bataillon du régiment Royal-Italien. Il participe aux opérations de la guerre et, le 28 prairial an III (16 juin 1795), il entre dans la composition de la 1re demi-brigade légère de première formation.

## Régiment de Chasteau
- Régiment de Chasteau

Le régiment est levé le 3 mars 1622 par N. de Chasteau pour participer à la répression de la première rébellion huguenote. Il se trouve au siège de Tonneins puis il est licencié le 14 février 1623.

## Régiment de Chastellier-Barlot (1615-1628)
- Régiment de Chastellier-Barlot (1615-1628)

Ce régiment est levé le 30 octobre 1615, par Léon du Chastellier-Barlot. Après avoir servi en Guyenne, il est réformé le 1er mai 1617. Rétabli le 26 février 1619 il est de nouveau réformé le 21 juin 1619. Une nouvelle fois rétabli le 5 juillet 1620, dans le cadre des rébellions huguenotes, il participe, en 1621, aux sièges de Saint-Jean-d'Angély, de Clérac, de Montauban et de Monheurt puis à la défense de Fontenay en 1622 avant d'être réformé le 14 février 1623. Rétabli une nouvelle fois le 1er avril 1627 pour participer au siège de La Rochelle il est incorporé le 15 novembre 1628, après la capitulation de la cité protestante dans le régiment devenu Artois.

## Régiment de Chastellier-Barlot (1628-1634)
- Régiment de Chastellier-Barlot (1628-1634)

C'est l'ancien régiment de Beaumont, qui est renommé « régiment de Chastellier-Barlot » en 1628 et qui prend le nom de régiment de Bellenave en 1634.

## Régiment de Chastellier-Barlot (1652-1652)
- Régiment de Chastellier-Barlot (1652-1652)

Le régiment est levé le 3 avril 1652 par Léon du Chastellier-Barlot. Il est licencié la même année.

## Régiment de Chastellux
- Régiment de Chastellux

C'est l'ancien régiment de Talaru (1758-1761), qui est renommé « régiment de Chastellux » le 5 novembre 1761 et qui prend le nom de régiment de Guyenne le 10 décembre 1762.

Régiment de Chastellux (1761-1762)
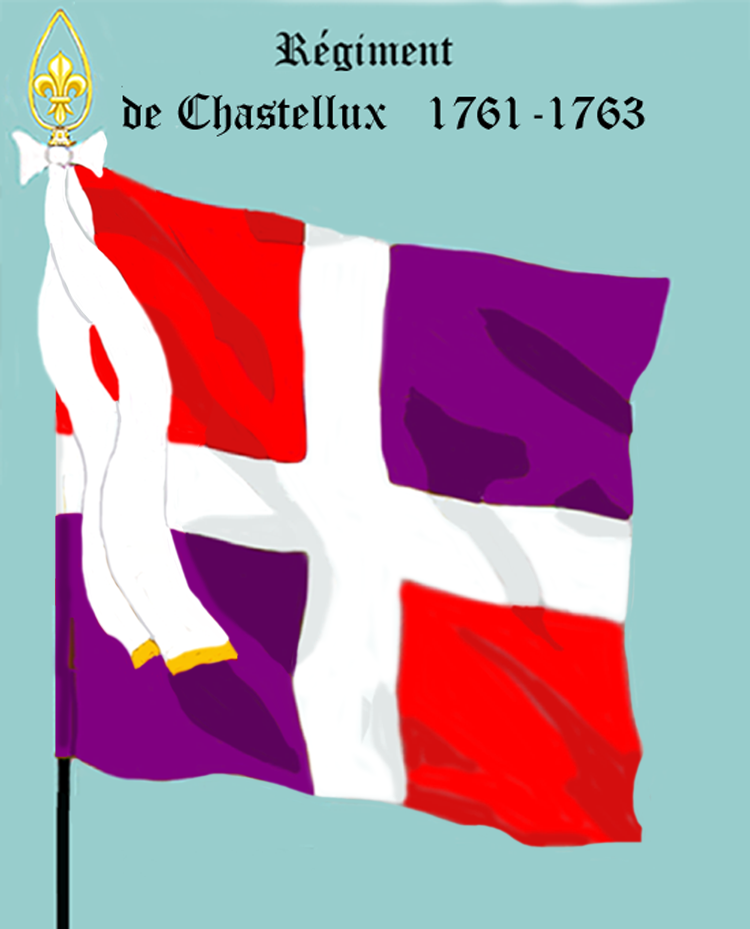

## Régiment de Chastes
- Régiment de Chastes

C'est l'ancien régiment de Mancini (1708-1709), qui est renommé « régiment de Chastes » après été donné le 16 mai 1709 à Louis de Clermont-Tonnerre, marquis de Chastes. Engagé dans la guerre de Succession d'Espagne il prend le nom de régiment de Clermont-Montoison le 15 avril 1710 à N. de Clermont-Montoison.

## Régiment de Châteaumorand
- Régiment de Châteaumorand

Ce régiment est levé le 29 avril 1625, par N. de Châteaumorand dans le cadre de la guerre de Trente Ans. Il sert en Piémont et il est licencié en mai 1626.

## Régiment de Châteauneuf (1671-1673)
- Régiment de Châteauneuf (1671-1673)

C'est l'ancien régiment de Saint-Vallier (1666-1671), qui est renommé « régiment de Châteauneuf » en 1671 et qui prend le titre de régiment d'Artois en 1673.

Régiment de Châteauneuf (1671-1673)
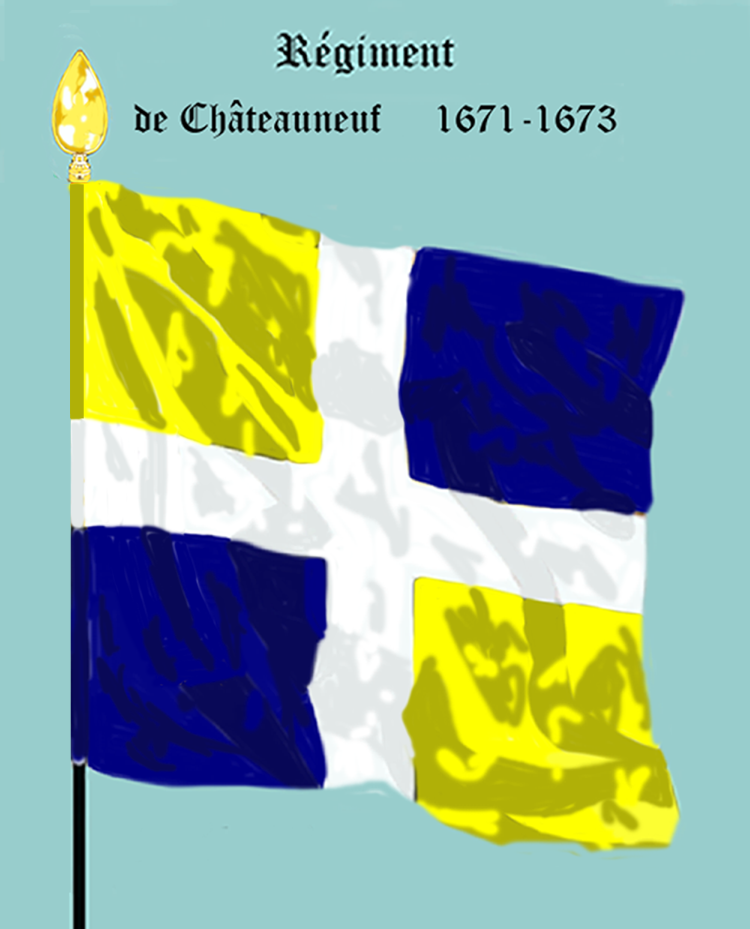

## Régiment de Châteauneuf (1706-1709)
- Régiment de Châteauneuf (1706-1709)

C'est l'ancien régiment de Saint-Aulaire, qui est renommé « régiment de Châteauneuf » le 4 août 1706 après avoir été donné 4 août 1706 à Louis Desmarest de Maillebois, baron de Châteauneuf. Engagé dans la guerre de Succession d'Espagne, il participe à la bataille de Malplaquet en 1709. Il prend le nom de régiment de Montviel après avoir été donné le 1er octobre 1709 à Jacques de Vassal, marquis de Montviel.

## Régiment de Châteauroux
- Régiment de Châteauroux

C'est un régiment provincial qui est créé par ordonnance du 4 août 1771, en remplacement des milices provinciales. Ce régiment est formé des bataillons de Bourges et de Châteauroux sous le commandement du marquis Louis François Jules Jehannot de Bartillat,. Le régiment est supprimé par ordonnance du 15 décembre 1775 qui fait disparaître les troupes provinciales.

## Régiment de Château-Thierry
- Régiment de Château-Thierry

Le régiment est levé le 20 novembre 1667 par N. de la Tour-d'Auvergne, duc de Château-Thierry. Il prend le nom de régiment de Saint-Léger (1670-1671), après avoir été donné en 1670, à l'Électeur de Cologne, le colonel-lieutenant N. de Saint-Léger.

## Régiment de Châteauvieux
- Régiment de Châteauvieux 

C'est l'ancien régiment d'Aulbonne, qui est renommé « régiment de Châteauvieux » en 1783. Le régiment est devenu depuis la Révolution le 76e régiment d'infanterie de ligne.

Régiment de Châteauvieux (1783-1791)
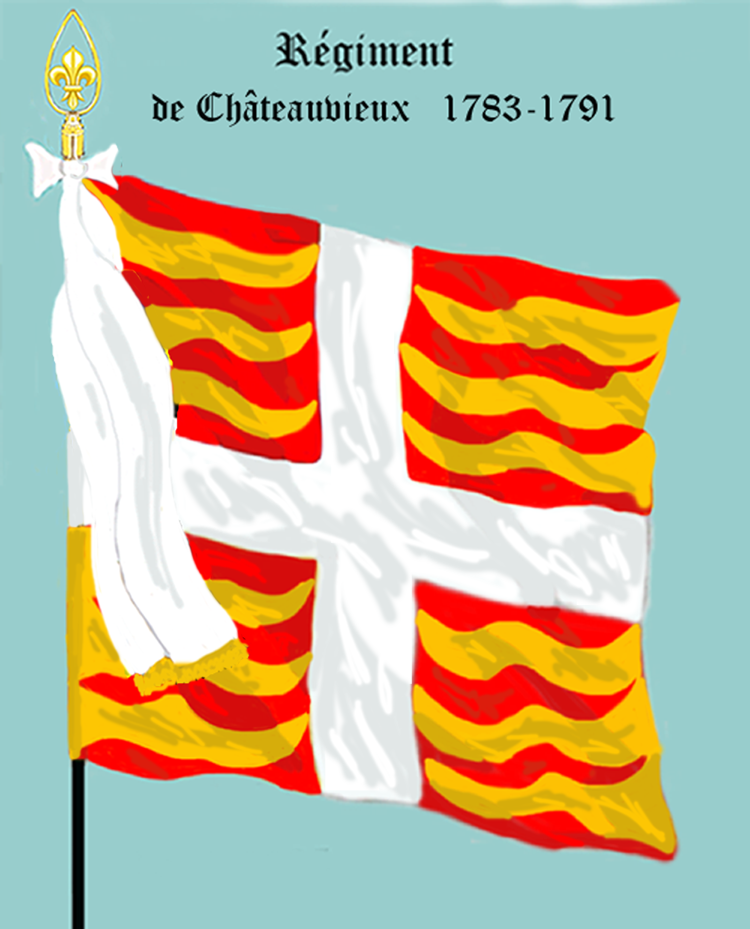

## Régiment de Châtelet-Lomond
- Régiment de Châtelet-Lomond

C'est l'ancien régiment de Sillery, qui est renommé « régiment de Châtelet-Lomond » en mai 1707 après avoir été donné en mai 1707 à Florent-Claude, marquis du Châtelet-Lomond. Le régiment participe, dans le cadre de la guerre de Succession d'Espagne, de 1707 à 1714 aux campagnes en Espagne et il est licencié en 1715.

## Régiment de Châtillon (1628-1648)
- Régiment de Châtillon (1628-1648)

Le régiment est levé en mai 1628, dans le cadre de la guerre de Trente Ans, par Gaspard de Châtillon. Il passe au service de la Hollande et participe au siège de Genappe en 1641. Il prend le nom de régiment d'Alart en 1648.

## Régiment de Châtillon (1704-1706)
- Régiment de Châtillon (1704-1706)

C'est l'ancien régiment de Montarois, qui prend le nom de « régiment de Châtillon », en 1704 après avoir été donné à N. de Châtillon. Engagé dans la guerre de Succession d'Espagne, il est fait prisonnier au château de Pianezza au commencement de 1706, et disparait.

## Régiment de Chaulnes (1620-1632)
- Régiment de Chaulnes (1620-1632)

C'est l'autre nom du régiment de Cadenet.

## Régiment de Chaulnes (1653-1659)
- Régiment de Chaulnes (1653-1659)

Ce régiment est levé le 15 juillet 1653 sur le pied de 24 compagnies de 100 hommes, par Charles d'Albert d'Ailly, duc de Chaulnes, dans le cadre de la guerre franco-espagnole. Vingt compagnies sont mises en garnison à Doullens, et quatre à Rue. Il est licencié le 12 décembre 1659.

## Régiment de Chaussoy
- Régiment de Chaussoy

Le régiment est levé le 6 janvier 1645 par N. de Chaussoy, dans le cadre de la guerre franco-espagnole. Affecté à l'armée de Catalogne, il est licencié en 1645.

## Régiment de Chémault
- Régiment de Chémault

Ce régiment est levé le 22 janvier 1596, dans le cadre de la huitième guerre de Religion par N. de Chémault. Il sert pour la réduction de Marseille puis il est licencié la même année.

## Régiment de Chémerault (1577-1577)
- Régiment de Chémerault (1577-1577)

Ce régiment est levé en 1577, dans le cadre de la sixième guerre de Religion, par Émeric de Barbezières de Chémerault, pour le siège de Brouage. Après la prise de la ville il y est mis en garnison et est licencié la même année.

## Régiment de Chémerault (1646-1649)
- Régiment de Chémerault (1646-1649)

C'est l'ancien régiment de Bourdonné (1636-1646), qui est renommé « régiment de Chémerault » en 1646 et qui prend le titre de régiment de Raymond en 1649.

## Régiment de Cherigny
- Régiment de Cherigny[22],[23]

## Régiment du Chevalier de Damas
- Régiment du Chevalier de Damas également appelé Régiment de Damas (1695-1699)

Ce régiment est levé le 22 décembre 1695 et formé le 23 décembre 1695 du bataillon de Boisrargues du régiment de Picardie, pour Jean-Jacques, chevalier de Damas. Engagé dans la guerre de la Ligue d'Augsbourg, il sert dans l'armée du Rhin. Il est réformé le 8 février 1699.

## Régiment du Chevalier de Léon
- Régiment du Chevalier de Léon également appelé Régiment de Léon

C'est l'ancien régiment du Pont du Château, qui est renommé « régiment du Chevalier de Léon » après avoir été donné en 1710 à N. de Rohan, Chevalier de Léon. Engagé dans la guerre de Succession d'Espagne il sert à l'armée de Catalogne en 1713 et participe au siège de Barcelone en 1714. Il est licencié le 30 janvier 1715.

## Régiment du Chevalier de Sourches
- Régiment du Chevalier de Sourches également appelé Régiment de Sourches (1703-1706)

C'est l'ancien régiment de Sanzay (1702-1703), qui est renommé « régiment du Chevalier de Sourches » le 17 octobre 1703 après avoir été donné à N. du Bouchet, chevalier de Sourches. Engagé dans la guerre de Succession d'Espagne, il prend le nom de régiment de Choiseul-Beaupré après avoir été donné le 5 septembre 1706 à Antoine, baron de Choiseul-Beaupré.

## Régiment de Chevignon
- Régiment de Chevignon

Le régiment est levé en octobre 1635 par N. de Chevignon dans le cadre de la guerre de Trente Ans. Il sert en Lorraine puis il est licencié le 22 juin 1636.

## Régiment de Chevron
- Régiment de Chevron

C'est l'ancien régiment de Rozières, qui est renommé « régiment de Chevron » après avoir été donné en 1707 à N. de Chevron. Engagé dans la guerre de Succession d'Espagne il prend le nom de régiment de Bonnières après avoir été donné en 1712 à N. de Bonnières.

## Régiment de Choisel
- Régiment de Choisel

Le régiment est levé le 4 février 1706 par N. chevalier de Choisel. Engagé dans la guerre de Succession d'Espagne il sert à l'armée d'Espagne. Il prend le nom de régiment d'Houdetot après avoir été donné en août 1712 à N. chevalier d'Houdetot.

## Régiment de Choiseul (1702-1705)
- Régiment de Choiseul (1702-1705)

Le régiment est levé le 12 juillet 1702 par N. de Choiseul-Staiville. Engagé dans la guerre de Succession d'Espagne il se trouve à la défense de Kaiserswerth durant laquelle le colonel y est grièvement blessé. Il est alors donné à N. de Choiseul-Meuse qui mène le régiment au siège de Landau et à la bataille du Speyerbach en 1703 ou le colonel y est tué. Il est donné à N. de Choiseul-Fransières et il est mis en garnison à Brisach. Il prend le nom de régiment de Murat après avoir été donné en 1705 à N. de Murat.

## Régiment de Choiseul (1710-1714)
- Régiment de Choiseul (1710-1714)

C'est l'ancien régiment de Boufflers-Rémiancourt (1702-1714), qui est renommé « régiment de Choiseul » après avoir été donné le 21 janvier 1710 à N. chevalier de Choiseul. Engagé dans la guerre de Succession d'Espagne, il est licencié en 1714 après la paix.

## Régiment de Choiseul-Beaupré
- Régiment de Choiseul-Beaupré

C'est l'ancien régiment de Sourches (1703-1706), qui est renommé « régiment de Choiseul-Beaupré » après avoir été donné le 5 septembre 1706 à Antoine, baron de Choiseul-Beaupré. Engagé dans la guerre de Succession d'Espagne, il reste dans les lignes de la Lauter jusqu'à la paix. Il est incorporé le 19 janvier 1714 dans le régiment de Boufflers.

## Régiment de Choiseul-Meuse
- Régiment de Choiseul-Meuse

## Régiment de Choisinet (1695-1698)
- Régiment de Choisinet (1695-1698),

Ce régiment est levé le 2 décembre 1695 par François de La Tour-du-Pin, comte de Choisinet. Engagé dans la guerre de la Ligue d'Augsbourg, il sert à l'armée de la Meuse en 1696 et participe au siège d'Ath en 1697. Il est incorporé le 15 novembre 1698 dans le régiment d'Anjou.

## Régiment de Choisinet (1702-1705)
- Régiment de Choisinet (1702-1705)

Ce régiment est levé le 7 mai 1702 par François de La Tour du Pin, comte de Choisinet. Engagé dans la guerre de Succession d'Espagne il sert à l'armée d'Italie et participe au siège de Verrue en 1704. Il prend le nom de régiment de Cordes (1705-1710) en 1705 après avoir été donné à N. de Cordes.

## Régiment de Choisy
- Régiment de Choisy

Le régiment est levé le 22 mai 1637 par N. de Choisy de Caën, dans le cadre de la guerre de Trente Ans. Il sert en Alsace puis rejoint l'armée de Flandre avec laquelle il se trouve au siège de Saint-Omer en 1638 et il est licencié après la campagne.

## Régiment de Chouppes
- Régiment de Chouppes

C'est l'ancien régiment de Bellenave (1644-1646), qui est renommé « régiment de Chouppes » le 15 janvier 1646 après avoir été donné à Aymard, marquis de Chouppes. Affecté à l'armée d'Italie, il se trouve au siège d'Orbitello en 1646. Il rejoint l'armée de Guyenne en 1649 avec laquelle il se trouve au siège de Bellegarde,,, en 1650. Durant la Fronde, il prend le parti du Prince en 1651. Il rentre dans le devoir en 1653 et est envoyé en Catalogne en 1654 prise de Puycerda. Il est licencié à la fin de 1655.

## Milice Chrétienne
- Milice Chrétienne

La Milice Chrétienne est levée sous ce titre le 3 mars 1622, par Charles de Gonzague, duc de Nevers dans le cadre de la guerre de Trente Ans. Elle est licenciée le 14 février 1623.

## Régiment de Churchill
- Régiment de Churchill 

Ce régiment anglais est levé le 30 avril 1671 par John Churchill, duc de Marlborough dans le cadre de la Guerre de Hollande. Il est engagé dans la campagne de Hollande en 1672, la campagne de Westphalie en 1673 durant laquelle il se trouve aux batailles de Sintzheim, d'Entzheim et de Mulhausen en 1674, aux combats de Turckheim et Altenheim en 1675. Le colonel est tué en 1676 près de Saverne. Il est ensuite présent à la bataille de Kokersberg et au siège de Fribourg en 1677. Il est licencié le 10 mars 1678 après les traités de Nimègue.

## Régiment de Cinq-Mars
- Régiment de Cinq-Mars

Ce régiment est levé en février 1642 par Henri Coiffier de Ruzé, marquis de Cinq-Mars, dans le cadre de la guerre franco-espagnole. Il sert en Catalogne et est licencié le 8 octobre 1643.

## Régiment de Clairfontaine
- Régiment de Clairfontaine

Ce régiment est levé le 4 février 1706 par N. de Clairfontaine. Engagé dans la guerre de Succession d'Espagne il sert dans l'armée d'Espagne. Il prend le nom de régiment de Talleyrand après avoir été donné en 1712 à N. de Talleyrand.

## Régiment de Clanleu
- Régiment de Clanleu

C'est l'ancien régiment de Gué-Sainte-Flaive, qui, après avoir été donné le 20 janvier 1639 à Bertrand d'Ostouc de Clanleu est renommé « régiment de Clanleu ». En 1639, il se trouve à prise d'Ivoy puis au siège d'Arras en 1640, participe à la soumission de la Lorraine et de la Franche-Comté en 1641, et collabore au siège de La Mothe en 1642. Il passe en Italie et assiste au siège de Trino en 1643 et aux prises de Santia et d'Asti en 1644. Il rejoint l'armée de Picardie de 1644 à 1648 et est mis en garnison à Dunkerque. Appelé à Paris en 1649 par le Parlement, il se trouve au combat de Charenton le 8 février 1649 durant lequel le mestre de camp y est tué, et le régiment est licencié.

## Régiment de Clare
- Régiment de Clare 

C'est l'ancien régiment de Talbot, qui est renommé « régiment de Clare » le 8 avril 1696 après avoir été donné à Charles O'Brien vicomte de Clare. Il prend le nom de régiment d'O'Brien le 11 août 1706 après avoir été donné à Morogh O'Brien. Le 6 février 1715 il reçoit l'incorporation du régiment d'O'Donnel. Le régiment reprend le nom de « régiment de Clare » le 3 août 1720 après avoir été donné à Charles O'Brien vicomte de Clare. Un bataillon du régiment qui se trouvait dans les colonies de la mer des Indes est amalgamé, le 18 août 1772, avec des détachements des régiments Royal-Comtois, d'Artois et de Normandie pour former les régiments coloniaux de l'Île-de-France et de l'Île-de-Bourbon. C'est par ordonnance royale du 26 avril 1775 que fut effectuée la réunion du « régiment de Clare » et du régiment de Berwick, après avoir incorporé, à la même date, le régiment de Fitz-James. Le régiment de Berwick devint le 2e bataillon, et donna son nom au nouveau régiment de Berwick et le « régiment de Clare » donna son ancienneté.

Régiment de Clare
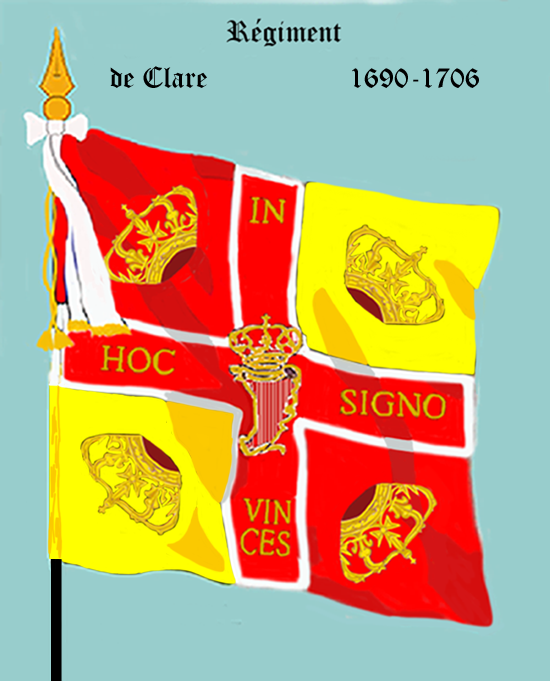
de 1690 à 1706
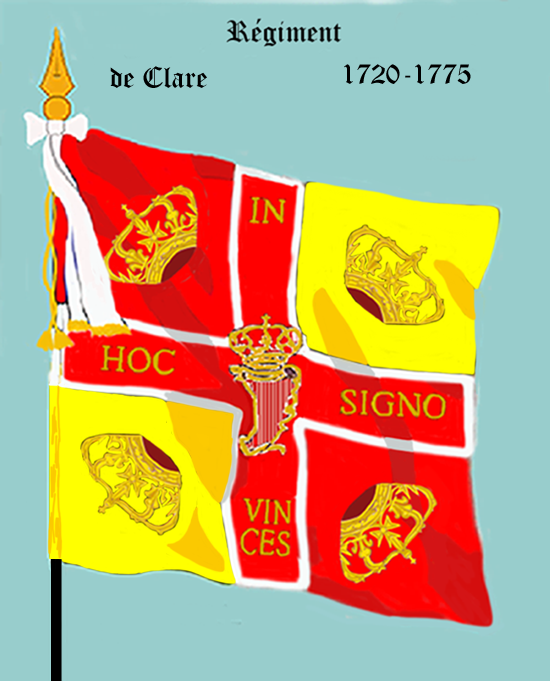
de 1720 à 1775

## Régiment du Claux
- Régiment du Claux

Le régiment est levé le 17 juin 1625 par le parlement de Toulouse sous le commandement du mestre de camp N. du Claux. Il sert en Languedoc et est licencié en mai 1626.

## Régiment de Clérambaut
- Régiment de Clérambaut

C'est l'ancien régiment de Gandelus, qui est renommé « régiment de Clérambaut » le 19 avril 1679 et qui prend le nom de régiment de Mirabeau (1697-1711) le 11 avril 1697.

Régiment de Clérambaut (1679-1697)
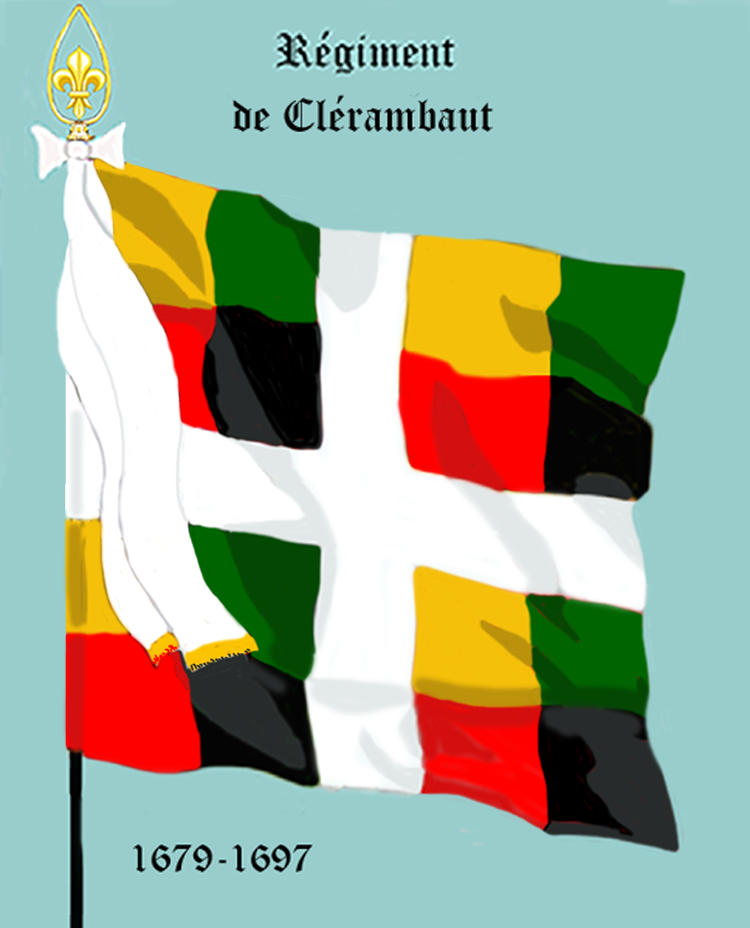

## Régiment de Clère
- Régiment de Clère

Ce régiment est levé le 9 août 1636 par Charles Martel, comte de Clère dans le cadre de la guerre de Trente Ans. Il participe à la reprise de Corbie en 1636, fait la campagne de 1637 en Franche-Comté en concourant au sièges de Saint-Amour, de Bletterans et de Blamont puis au siège de Brisach en 1638. Il est licencié en 1643.

## Régiment de Clermont (1587-1587)
- Régiment de Clermont (1587-1587) 

Ce régiment protestant est levé en avril 1587, dans le cadre de la huitième guerre de Religion, par Charlesde Balzac-Clermont. Le régiment participe aux batailles de Vimory et d'Auneau et est dispersé après cette bataille.

## Régiment de Clermont (1635-1637)
- Régiment de Clermont (1635-1637)

Le régiment est levé en octobre 1635 par N. de Clermont, dans le cadre de la guerre franco-espagnole. En 1636, le régiment participe au siège de Porrentruy et embarque, en 1637 sur la flotte d'Henri de Lorraine comte d'Harcourt pour porter secours à Leucate et est licencié la même année.

## Régiment de Clermont (1650-1650)
- Régiment de Clermont (1650-1650)

Le régiment est levé à 10 compagnies le 20 mars 1650, par Jean-François de Rochechouart, comte de Clermont. En 1650 ce régiment participe à la défense de Guise. Il est alors sous les ordres du maréchal de Turenne. Il est alors composé de 360 hommes. Il est licencié à la fin de la campagne.

## Régiment de Clermont (1702-1705)
- Régiment de Clermont (1702-1705)

Le régiment est levé le 3 septembre 1702 par N. de Clermont. Engagé dans la guerre de Succession d'Espagne, il sert dans l'armée du Rhin. Il prend le nom de régiment de La Houssaye après avoir été donné le 14 janvier 1705 à Nicolas-Léon Phelippes de La Houssaye.

## Régiment de Clermont (1771-1775)
- Régiment de Clermont (1771-1775)

C'est un régiment provincial qui est créé par ordonnance du 4 août 1771, en remplacement des milices provinciales. Ce régiment est formé des bataillons de Clermont et de Brioude sous le commandement du comte Jean Claude de La Queuille. Le régiment est supprimé par ordonnance du 15 décembre 1775 qui fait disparaître les troupes provinciales.

## Régiment de Clermont-Montoison
- Régiment de Clermont-Montoison

C'est l'ancien régiment de Chastes, qui est renommé « régiment de Clermont-Montoison » après été donné le 15 avril 1710 à N. de Clermont-Montoison. Engagé dans la guerre de Succession d'Espagne il est licencié en 1714.

## Régiment de Cléry
- Régiment de Cléry 

C'est un régiment suisse, levé le 21 janvier 1569, dans le cadre de la troisième guerre de Religion, par Pétromann Cléry, de Fribourg. En 1569, il participe aux batailles et sièges de La Roche-l'Abeille, de Châtelleraultet de Moncontour. Il est congédié le 20 mars 1570.

## Régiment du Cluzeau
- Régiment du Cluzeau

Ce régiment est levé en mai 1585, avec vingt compagnies, dans le cadre de la huitième guerre de Religion, par François Blanchard du Cluzeau. En 1586, il participe à l'attaque de l'île d'Oléron et au siège de Monségur. En 1587, dix compagnies restent en Guyenne et dix suivent Henri, duc de Guise. Les premières combattent à Coutras et les autres à Vimory et à Auneau. Tout le régiment devient ligueur en 1588. En 1589, il se trouve à l'attaque de Tours, en 1593 à la prise de Noyon puis à sa défense de Noyon l'année suivante puis en 1595, il est à la défense de Poitiers et après s'être soumis à Henri IV le régiment fait le siège de Ham ou le mestre de camp François Blanchard du Cluzeau y est tué et ses compagnies se dispersent.

## Régiment de Coconas
- Régiment de Coconas 

Ce régiment italien est formé, le 20 mars 1570, pour Annibal comte de Coconas, avec les cinq compagnies réservées des régiments de Santa-Fior et de Montalto, dans le cadre de la troisième guerre de Religion. Il participe aux défenses de Brouage et de Saintes et est licencié le 8 août 1570 à la paix de Saint-Germain-en-Laye.

## Régiment de Coëtanfau
- Régiment de Coëtanfau

Le régiment est levé le 3 septembre 1702 par N. de Coëtanfau. Engagé dans la guerre de Succession d'Espagne, il prend le nom de régiment du Roure (1706-1714) après avoir été donné le 18 avril 1706 à Ange-Urbain de Beauvoir de Grimoard, comte du Roure.

## Régiment de Coëtquen (1627-1628)
- Régiment de Coëtquen (1627-1628)

Le régiment est levé le 11 août 1627 par N. de Coëtquen dans le cadre de la répression de la troisième rébellion huguenote. Il participe au siège de La Rochelle et est réformé en novembre 1628 après la capitulation de la cité protestante.

## Régiment de Coëtquen (1696-1709)
- Régiment de Coëtquen (1696-1709)

C'est l'ancien régiment de Noailles, qui est renommé « régiment de Coëtquen » le 20 novembre 1696 et qui prend le nom de régiment de Tourville le 23 février 1709. Le 30 décembre 1698 il incorpore le régiment des Fusiliers de La Croix.

Régiment de Coëtquen (1696-1709)
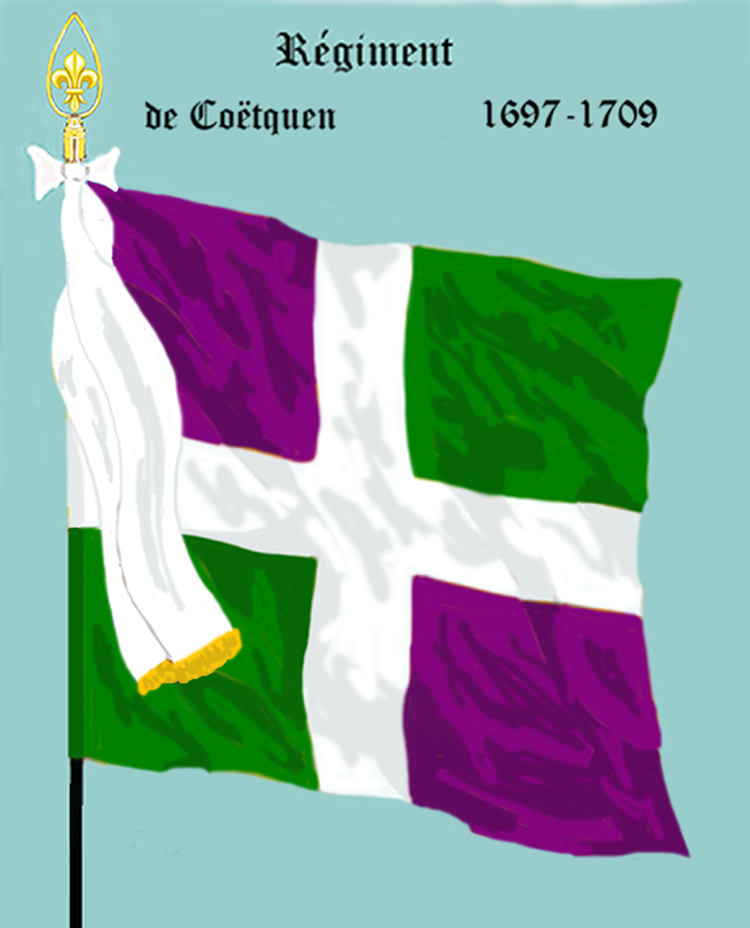

## Régiment de Coeuvres
- Régiment de Coeuvres

Le régiment est levé le 3 mars 1622 par François-Annibal d'Estrées, marquis de Coeuvres pour participer à la répression de la première rébellion huguenote. De 1622 à 1623, il sert en Champagne, puis dans la Valteline en Italie, de 1624 à 1626. Il est licencié le 26 mai 1626.

## Régiment de Coligny
- Régiment de Coligny

Ce régiment est levé le 15 août 1615, par Henri de Châtillon, comte de Coligny. Il sert dans le Bassigny et est licencié le 6 mai 1616 à la paix de Loudun.

## Régiment de Colmar
- Régiment de Colmar

C'est un régiment provincial qui est créé par ordonnance du 4 août 1771, en remplacement des milices provinciales. Ce régiment est formé des bataillons de Strasbourg et de Colmar sous le commandement du baron François Otto de Würmser. Le régiment est supprimé par ordonnance du 15 décembre 1775 qui fait disparaître les troupes provinciales.

## Régiment de Colombières
- Régiment de Colombières

Ce régiment est levé en 1586, par François de Briqueville de Colombières, dans le cadre de la huitième guerre de Religion. Cette même année, il participe à l'attaque de l'île d'Oléron durant laquelle son mestre de camp y est tué et le régiment se disperse.

## Régiment Colonel-Général
- Régiment Colonel-Général

C'est l'ancien régiment de Picardie (1776-1780), qui est renommé « régiment Colonel-Général » en 1780. Le régiment est devenu depuis la Révolution le 1er régiment d'infanterie de ligne.

Régiment Colonel-Général (1780-1791)
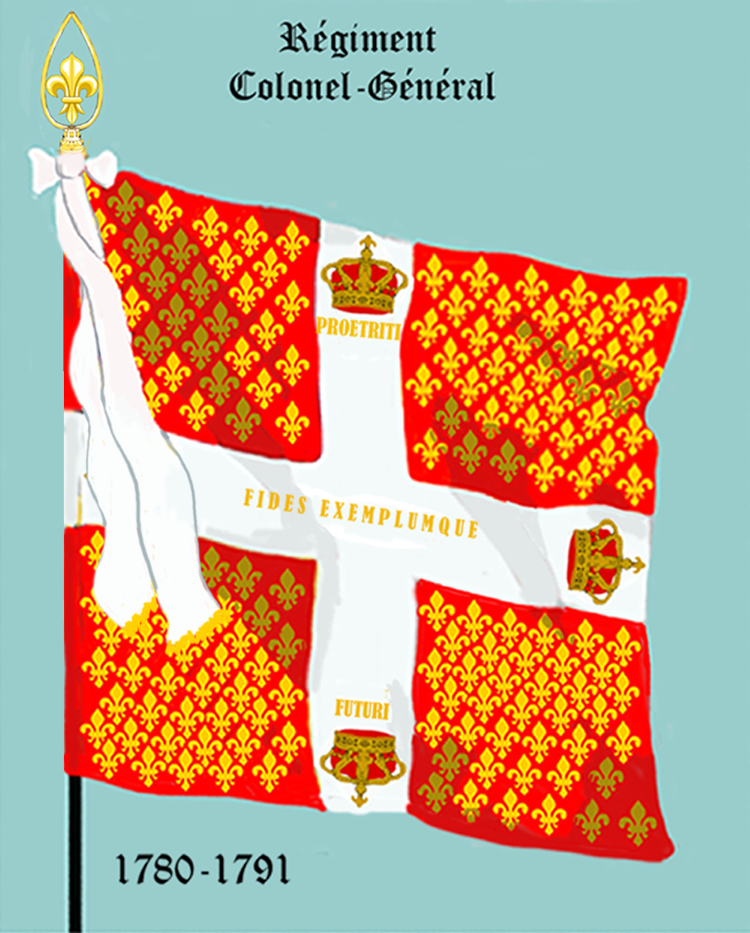

## Régiment de Comblanc
- Régiment de Comblanc

Ce régiment est levé en mai 1589, dans le cadre de la huitième guerre de Religion, par N. de Comblanc. En 1589 il participe au siège de Paris et est licencié la même année. Ce sont deux soldats du « régiment de Comblanc » qui introduisirent Jacques Clément dans le camp d'Henri III.

## Régiment de Commières
- Régiment de Commières

Le régiment est levé le 20 mars 1635 par N. de Commières, dans le cadre de la guerre de Trente Ans. Il sert en Lorraine puis il est licencié le 22 juin 1636.

## Compagnie des Indes
- Régiments de la Compagnie des Indes

La création des troupes, des régiments, de la Compagnie des Indes est autorisée le 1er octobre 1721. Ces troupes, d'un effectif variable, avaient leurs dépôts à Lorient. Elles sont licenciées en 1616. Habit, doublure et culotte bleus; parements, revers et veste rouges; boutons et boutonnières blancs; chapeau bordé de blanc.

## Régiment du Comte d'Auvergne
- Régiment du Comte d'Auvergne

Le régiment est levé le 30 juin 1643 par Charles de Valois, comte d'Auvergne. Il sert à l'armée de Picardie et prend le nom de régiment d'Angoulême le 6 septembre 1644 lorsque son mestre de camp, Charles de Valois, prend le titre de duc d'Angoulême.

## Régiment du Comte de Provence
- Régiment du Comte de Provence

C'est l'ancien régiment de Provence (1684-1770), qui est renommé « régiment du Comte de Provence » le 12 novembre 1770 et qui prend le titre de régiment de Monsieur le 2 mai 1774.

Régiment du Comte de Provence (1770-1774)
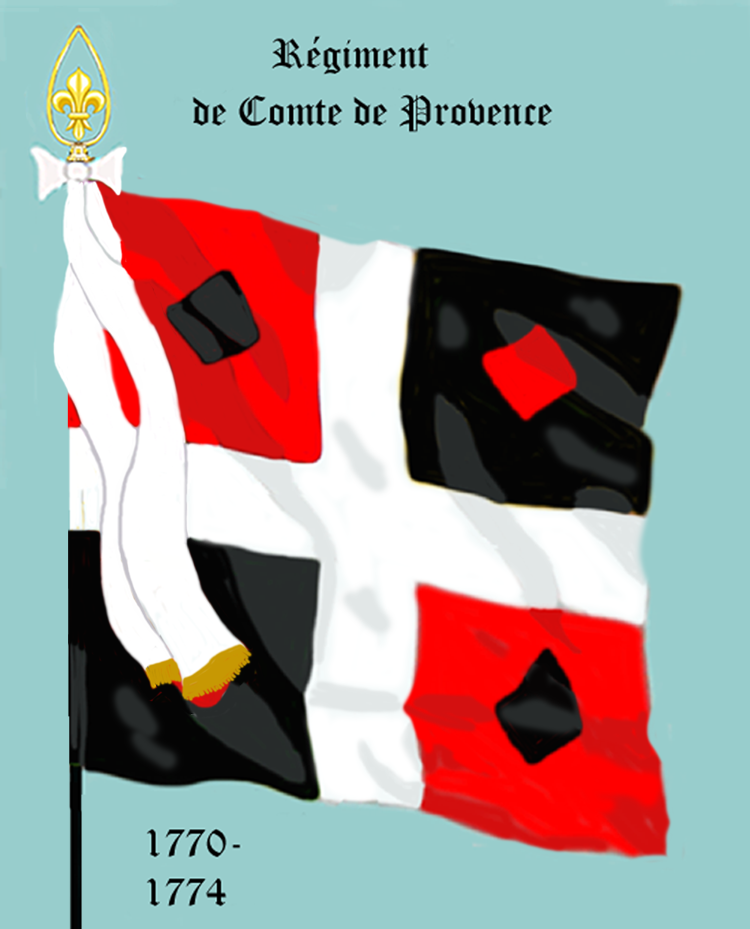

## Régiment de Condé (1620-1622)
- Régiment de Condé (1620-1622)

Le régiment est levé en Berry le 5 juillet 1620, dans le cadre des rébellions huguenotes, par Henri de Bourbon, prince de Condé, qui le cède en 1622 à son fils Louis de Bourbon, duc d'Enghien donc il prend le nom. Il est quelquefois désigné sous le nom de régiment de Berry, notamment au siège de Montpellier.

## Régiment de Condé
- Régiment de Condé

Le régiment est levé le 11 juin 1644 par Henri de Bourbon, prince de Condé dans le cadre de la guerre de Trente Ans. Cassé le 20 janvier 1650, il est rétabli le 26 février 1651. Cassé une nouvelle fois le 13 septembre 1651, il est de nouveau rétabli le 7 novembre 1659. Le 1er janvier 1714 il reçoit l'incorporation du régiment de Montreau. Par ordonnance du 30 janvier 1778, une compagnie du régiment forme le régiment des grenadiers royaux du Comté de Bourgogne (1778-1789). Le « régiment de Condé » est devenu depuis la Révolution le 55e régiment d'infanterie de ligne.

Régiment de Condé (1659-1791)
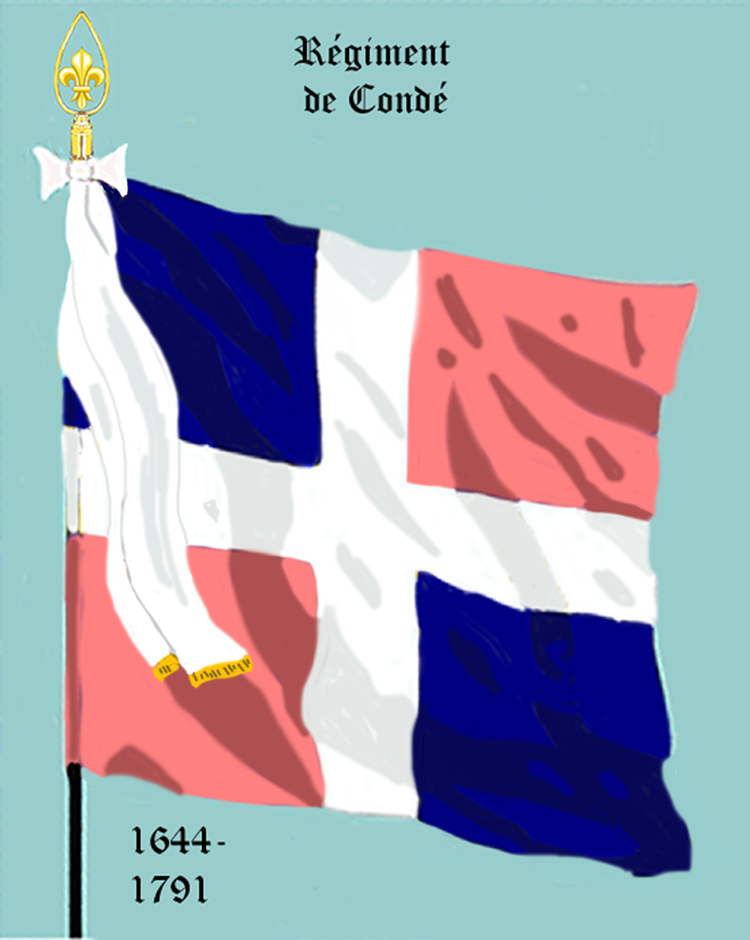

## Légion de Conflans
- Légion de Conflans

Voir à Légion

## Régiment des Dragons-Chasseurs de Conflans
- Régiment des Dragons-Chasseurs de Conflans

Voir à Dragons

## Régiment de Conflans
- Régiment de Conflans

Le régiment est levé le 4 février 1706 par N. de Conflans. Engagé dans la guerre de Succession d'Espagne il sert dans les garnisons de Flandre. Il prend le nom de régiment de Laval (1709-1712) après avoir été donné en 1709 à N. comte de Laval.

## Régiment de Conflans-Ménars (1695-1698)
- Régiment de Conflans-Ménars (1695-1698)

Ce régiment est levé le 11 décembre 1695 par Michel-Jean-Baptiste Charron, marquis de Conflans-Ménars,. Engagé dans la guerre de la Ligue d'Augsbourg, il sert à l'armée du Rhin. Il est réformé le 18 novembre 1698.

## Régiment de Conflans-Ménars (1702-1708)
- Régiment de Conflans-Ménars (1702-1708)

Ce régiment est levé le 5 juillet 1702 par Michel Jean-Baptiste Charron, marquis de Conflans-Ménars. Engagé dans la guerre de Succession d'Espagne il sert à l'armée de Flandre puis il passe sur la Moselle en 1705, il participe à l'expédition de Villars en 1706, puis il retourne en Flandre en 1707 et participe à la bataille d'Audenarde en 1708. Il prend le nom de régiment d'Astour après avoir été donné le 1er décembre 1708 à N. d'Astour.

## Régiment de Conflans-Saint-Rémy
- Régiment de Conflans-Saint-Rémy

C'est l'ancien régiment de Thézut, qui est renommé « régiment de Conflans-Saint-Rémy » après avoir été donné le 30 décembre 1710 à Alexandre-Philippe, chevalier de Conflans-Saint-Rémy. Engagé dans la guerre de Succession d'Espagne, il est incorporé le 17 janvier 1714 dans le régiment de Tallard.

## Régiment de Conti (1636-1660)
- Régiment de Conti (1636-1660)

Ce régiment est levé le 25 janvier 1636 par Armand de Bourbon-Condé, prince de Conti dans le cadre de la guerre de Trente Ans. Sous le commandement du mestre de camp lieutenant N. de Tavannes le régiment se trouve au siège de Dôle en 1636, au siège de Bletterans en 1637, à la prise de Saint-Omer en 1638 et à la reprise d'Ivoy en 1639. Il participe à la campagne de 1640 en Bourgogne à la campagne de 1641 en Roussillon durant laquelleil concoure au siège d'Elne puis aux sièges de Collioure et de Perpignan en 1642. Il est affecté à l'armée de Catalogne en 1643, puis à l'armée d'Allemagne en 1644 avec laquelle il prend part à la bataille de Fribourg, aux prises de Philippsbourg, de Landau et de Mayence en 1644 puis à la bataille de Nordlingen, aux prises d'Heilbronn et de Trèves en 1645, à la prise de Courtrai et de Dunkerque en 1646. Il retourne à l'armée de Catalogne en 1647 et assiste à la prise d'Ager, et au siège de Lérida. Retourné dans le nord de la France, il participe au siège d'Ypres et à la bataille de Lens en 1648, au blocus de Paris en 1650. Il est incorporé le 20 juillet 1660 avec le régiment de Conti (1649-1698).

## Régiment de Conti (1649-1698)
- Régiment de Conti (1649-1698)

C'est l'ancien régiment d'Annevoux, qui est renommé « régiment de Conti » le 4 juin 1649 après avoir été donné à Armand de Bourbon-Condé, prince de Conti et qui est alors commandé par le chevalier de François de La Rochefoucauld, alors mestre de camp-lieutenant. Le 18 novembre 1649, le prince de Conti, après avoir contraint le lieutenant-colonel de Bécherelle à donner sa démission, s'était déclaré pour le Parlement. Bécherelle, vieux soldat, avait conservé des amis dans le régiment et parvint à le soulever contre les officiers du prince et à se rendre maître de Damvillers ou le régiment était en garnison. Six sergents furent anoblis pour ce fait, et le plus ancien reçut une commission de capitaine mais le régiment est cassé le 20 janvier 1650. Rétabli 26 février 1651 le régiment de Conti est cassé de nouveau le 13 septembre 1651. Remis sur pied le 11 mars 1654, dans le cadre de la guerre franco-espagnole, il est envoyé en Catalogne sous les ordres du mestre de camp-lieutenant, Louis de Bourgogne de Mautour, qui a pour successeurs Jacques de Rangueil en 1656, le marquis d'Arcy le 4 avril 1657, Robert Edme Léonard de Rases marquis de Monismes le 2 février 1662 et le comte de Fénelon en 1671. Le 20 juillet 1660 il assimile le régiment de Conti (1636-1660). Au premier prince de Conti succède le 21 février 1666, comme colonel-propriétaire, Louis-Armand de Bourbon-Condé, prince de Conti. Dans le cadre de la guerre de Dévolution, le régiment fait la campagne de Flandre en 1667, celle de Franche-Comté en 1668 et il est envoyé en Crête, sous les ordres du duc de Beaufort, à l'expédition de Candie en 1669. En 1672 et 1673 le régiment participe à la conquête de la Hollande et se trouve engagé l'année suivante à la bataille de Seneffe. Le comte de Fénelon, mestre de camp du régiment ayant été mortellement blessé, il est remplacé le 3 mai 1675 par Louis de Lenet, marquis de Larray qui dirige le régiment aux sièges de Condé, de Bouchain et d'Aire en 1676. En 1677, il est présent à la bataille de Cassel, aux sièges de Valenciennes et de Saint-Omer puis il rejoint l'armée du Rhin en 1678 et 1679. En décembre 1680 Louis de Lenet, marquis de Larray cède sa place de colonel-lieutenant au chevalier de Sillery et François-Louis de Bourbon-Conti, prince de Conti, en devient le nouveau colonel-propriétaire en 1685. Le régiment effectue les campagnes de 1688 à 1696 sur le Rhin et il est licencié en 1698, quand le prince de Conti est élu roi de Pologne.

## Régiment de Conti (1713-1776)
- Régiment de Conti (1713-1776)

C'est l'ancien régiment de Barrois, qui est renommé « régiment de Conti » le 14 novembre 1713 après avoir été donné à Louis-Armand de Bourbon, prince de Conti. Il participe à la guerre de la Quadruple-Alliance, à la guerre de Succession de Pologne, à la guerre de Succession d'Autriche et à la guerre de Sept Ans. Par ordre du 12 septembre 1776 il quitte le nom de « régiment de Conti », pour reprendre son ancien nom, le régiment de Barrois.

Régiment de Conti (1713-1776)
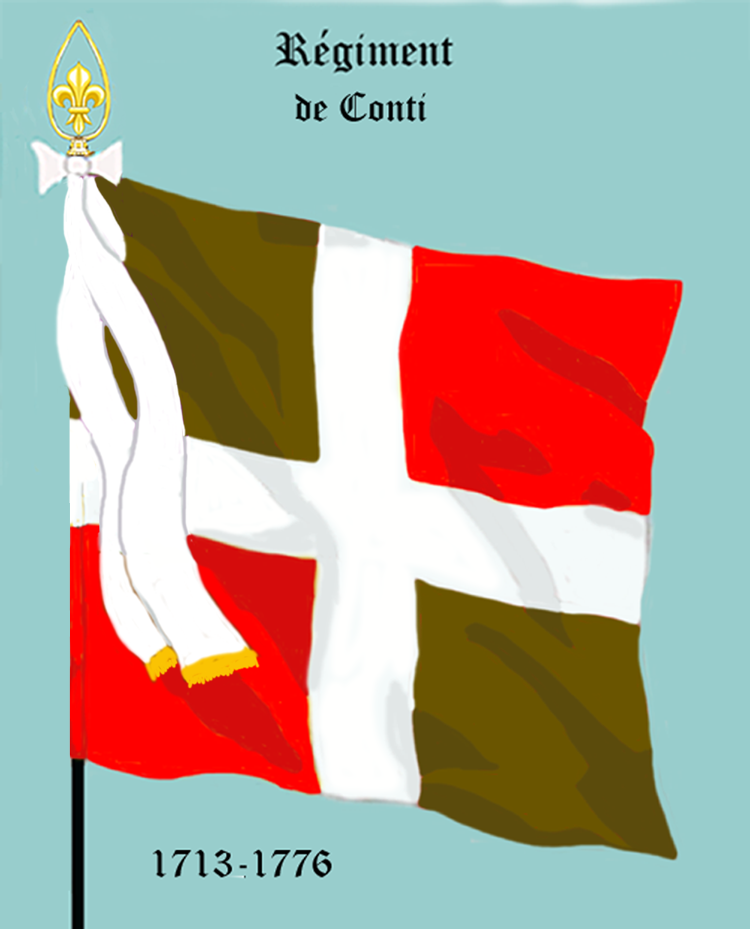

## Régiment de Conti
- Régiment de Conti

C'est l'ancien régiment de La Marche-Prince, qui est renommé « régiment de Conti » en 1776. Par ordonnance du 30 janvier 1778, une compagnie du régiment forme le régiment des grenadiers royaux de la Touraine. Le « régiment de Conti » est devenu depuis la Révolution le 81e régiment d'infanterie de ligne.
.

Régiment de Conti (1776-1791)
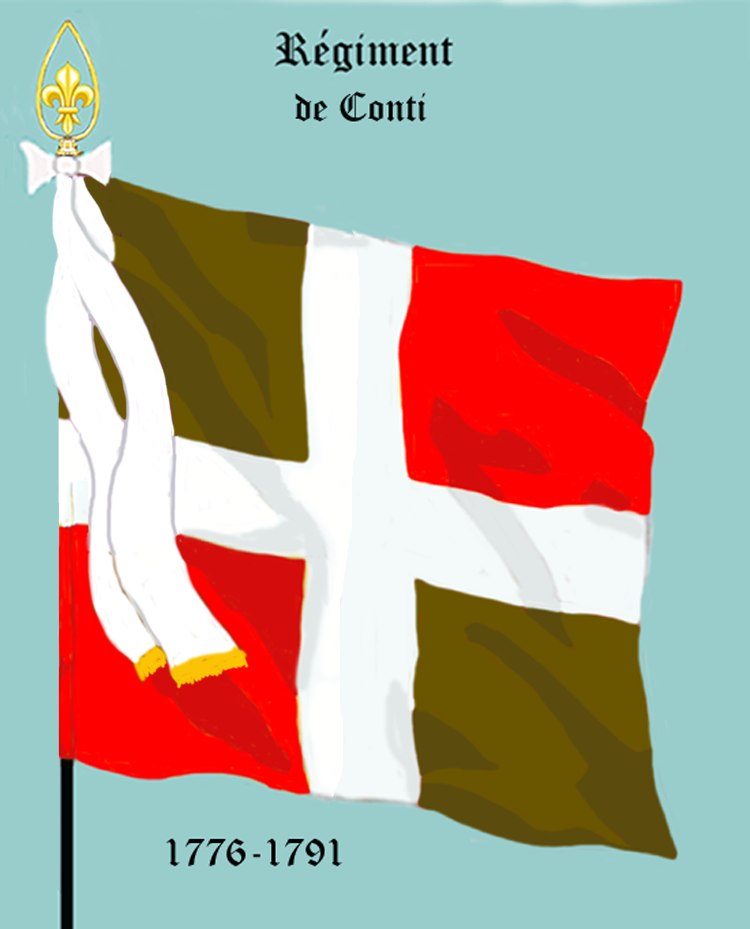

## Régiment de Coosle
- Régiment de Coosle 

Ce régiment irlandais est levé le 8 juillet 1635, par N. Coosle dans le cadre de la guerre de Trente Ans. Envoyé au secours de Mayence en 1635, il passe ensuite en Valteline puis rejoint l'armée d'Allemagne en 1637. Au début de l'année 1645, il reçoit le renfort du régiment de Wall (1640-1645), qui lui est incorporé, puis il est donné le 7 juin 1645 à Edmond Robert de Wall, il prend alors le nom de régiment de Wall (1645-1663).

## Régiment de Corbozon
- Régiment de Corbozon 

Ce régiment protestant est levé en octobre 1567, en Guyenne, dans le cadre de la deuxième guerre de Religion, par Louis de Montgommery, seigneur de Corbozon. Le régiment joint l'armée en novembre 1567, après la bataille de Saint-Denis, et participe au siège de Chartres en 1568, à la prise de Bray-sur-Saône et à la bataille de Jarnac en 1569. Le régiment est licencié le 8 août 1570.

## Régiment de Cordes (1637-1638)
- Régiment de Cordes (1637-1638)

Ce régiment est levé le 5 août 1637, dans le cadre de la guerre de Trente Ans, par N. de Cordes. Affecté à l'armée d'Italie il est licencié en 1638.

## Régiment de Cordes (1705-1710)
- Régiment de Cordes (1705-1710)

C'est l'ancien régiment de Choisinet (1702-1705), qui prend le nom de « régiment de Cordes » en 1705 après avoir été donné à N. de Cordes. Engagé dans la guerre de Succession d'Espagne, il participe à la défense de Toulon en 1707 et sert à l'armée de Dauphiné. Il prend le nom de régiment de Villeneuve en 1710 après avoir été donné à N. de Villeneuve.

## Régiment de Cormis
- Régiment de Cormis

C'est l'ancien régiment de Romainval, qui prend le nom de « régiment de Cormis » en 1712 après avoir été donné à N. de Cormis. Engagé dans la guerre de Succession d'Espagne, il est licencié en 1714, après la paix.

## Régiment de Cormont (1587-1587)
- Régiment de Cormont (1587-1587) 

Ce régiment protestant est levé en avril 1587, dans le cadre de la huitième guerre de Religion, par N. de Cormont. Le régiment participe aux batailles de Vimory et d'Auneau et est dispersé après cette bataille.

## Régiment de Cornusson
- Régiment de Cornusson

Ce régiment est levé le 14 juillet 1632 par François de Valette, marquis de Cornusson. Il participe à la bataille de Castelnaudary et est réformé en octobre 1632. Rétabli le 17 décembre 1634, pour participer à la guerre de Trente Ans, il sert en Languedoc et se trouve à la reprise des îles de Lérins en 1637 avant de rejoindre l'armée d'Italie en 1638. Il est licencié en 1638.

## Régiment de la Corse
- Régiment de la Corse

C'est l'ancien régiment corse de Buttafuoco, qui est mis sous le titre de provincial de « régiment de Corse » en 1772. Ce corps, dont le commandement fut alors donné à M. de Gafforio, puis à M. de Costa et à Raphaël Casabianca en 1789, a toujours eu une existence séparée, bien qu'il comptât dans les troupes provinciales.

## Régiment de Cosnac
- Régiment de Cosnac

Le régiment est levé en février 1658, dans le cadre de la guerre franco-espagnole, par N. de Cosnac. Affecté à l'armée d'Italie, il est licencié le 12 décembre 1659.

## Régiment de Cossé (1569-1570)
- Régiment de Cossé (1569-1570)

C'est un régiment, levé le 21 janvier 1569, dans le cadre de la troisième guerre de Religion, par Artus de Cossé-Brissac. Il sert en Normandie et est licencié le 8 août 1570 à la paix de Saint-Germain-en-Laye.

## Régiment de Cossé (1749-1759)
- Régiment de Cossé (1749-1759)

C'est l'ancien régiment de Bonnac, qui est renommé « régiment de Cossé » le 25 août 1749 et qui prend le nom de régiment de Lemps le 24 septembre 1759.

Régiment de Cossé (1749-1759)
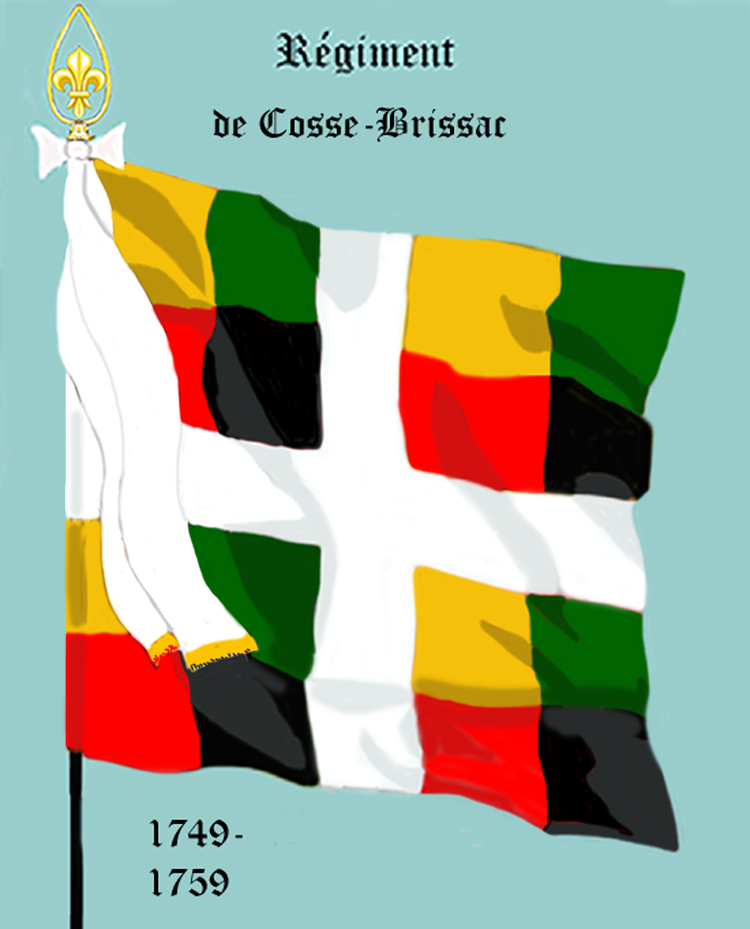

## Régiment de Cosseins
- Régiment de Cosseins

Le régiment est organisé 29 mai 1569, avec une fraction du régiment de Strozzi avec à sa tête N. de Montlezun, seigneur de Cosseins. Il permet la création du régiment des Gardes françaises.

## Régiment de Cossigny
- Régiment de Cossigny

Ce régiment est levé le 25 juin 1644 par N. de Cossigny, dans le cadre de ma guerre de Trente Ans. Il participe à la conquête du Palatinat, au siège de Landau et est licencié en 1644.

## Régiment de Cotentin
- Régiment de Cotentin

Ce régiment est créé sous ce titre le 4 juin 1693 et donné à Jean-Louis de Wassinghac, chevalier d'Imécourt. Durant la guerre de la Ligue d'Augsbourg, il sert sur les côtes françaises jusqu'à la paix. Engagé dans la guerre de Succession d'Espagne, il est affecté à l'armée d'Italie en 1701 et participe aux batailles de Carpi et de Chiari, se distingue à la défense de Crémone et à la bataille et prise de Luzzara, en 1702, à la bataille de Castelnuovo en 1703. Il est donné le 1er avril 1703 à Michel Camus Destouches avec lequel il se trouve à l'expédition de Tyrol en 1703, aux sièges de Verceil, d'Ivrée et de Verrue en 1704, à la bataille de Cassano en 1705, au siège et bataille de Turin en 1706 et il passe à l'armée de Dauphiné de 1707 à 1713. Donné en mai 1711 à N. marquis de Chabannes, il est licencié 20 septembre 1714.

## Régiment de Cottanges
- Régiment de Cottanges

Le régiment est formé 1er janvier 1689 des milices d'Auvergne, par N. de Cottanges. Dans le cadre de la guerre de la Ligue d'Augsbourg, il rejoint sert à l'armée des Alpes. Il est licencié le 16 mai 1698.

## Régiment du Coudray
- Régiment du Coudray 

Ce régiment est levé en 1589, dans le cadre de la huitième guerre de Religion, pour la ligue, par N. du Coudray-Montpensier. En 1590, il est participe à la défense de Paris puis se retire dans le Berry en 1590 et se disperse en 1591.

## Régiment de Coulon
- Régiment de Coulon

Ce régiment est levé le 21 juin 1640, dans le cadre de la guerre de Trente Ans, par N. de Coulon. Il sert en Picardie et est licencié en 1641.

## Régiment de Coupigny
- Régiment de Coupigny 

C'est l'ancien régiment de Bacher, qui est renommé « régiment de Coupigny » après avoir été donné en 1710 à N. de Coupigny. Engagé dans la guerre de Succession d'Espagne et il est licencié en 1712.

## Régiment de Courbé
- Régiment de Courbé

Ce régiment est levé le 16 novembre 1695 par N. de Courbé. Engagé dans la guerre de la Ligue d'Augsbourg, il sert à l'armée de Flandre. Il est réformé le 30 décembre 1698, après le traité de Ryswick.

## Régiment de Courbozon
- Régiment de Courbozon 

C'est un régiment protestant, levé en octobre 1567, en Guyenne, dans le cadre de la deuxième guerre de Religion, par Louis de Montgommery, seigneur de Courbozon. L'unité rejoint le prince, Louis Ier de Bourbon-Condé, après la bataille de Saint-Denis. En 1568, il participe au siège de Chartres et en 1569 à la prise de Bray-sur-Saône et à la bataille de Jarnac. Il est licencié le 8 août 1570 à la paix de Saint-Germain-en-Laye.

## Régiment de Courcelles
- Régiment de Courcelles

Le régiment est levé le 11 février 1632 par Louis-Charles de Champlais, baron de Courcelles. Il sert en Languedoc puis il est réformé en octobre 1632. Rétabli le 5 août 1637 dans le cadre de la guerre de Trente Ans, il est affecté à l'armée d'Italie et se trouve à la défense de Casal, au siège de Chivasso et au combat de La Route (La Rotta), en Piémont, près de Carmagnole en 1639, puis il participe au siège d'Ivrée en 1641. Il rejoint l'armée de Picardie en 1642 et assiste à la bataille de Honnecourt. Envoyé en Allemagne, le régiment déserte en route et est cassé le 17 juin 1643.

## Régiment de Couronneau (1568-1570)
- Régiment de Couronneau (1568-1570) 

C'est un régiment protestant, formé en septembre 1568, dans le cadre de la troisième guerre de Religion, par N. de Couronneau. Il sert en Poitou et est licencié le 8 août 1570 à la paix de Saint-Germain-en-Laye.

## Régiment de Couronneau (1589-1589)
- Régiment de Couronneau (1589-1589)

Ce régiment est levé en mai 1589, dans le cadre de la huitième guerre de Religion, par N. de Couronneau. Mis en garnison à Nogent-le-Rotrou il est licencié la même année.

## Régiment de Courrières
- Régiment de Courrières

C'est l'ancien régiment de Sanguin, qui est renommé « régiment de Courrières » en 1702 après avoir été donné à N. de Courrières. Engagé dans la guerre de Succession d'Espagne, il rejoint l'armée du Bas-Rhin en 1703 et passe en Flandre en 1704. Le régiment est transformé en compagnies de garnison au commencement de 1706.

## Régiment de Coursan
- Régiment de Coursan

Le régiment est levé en octobre 1635 par N. de Coursan dans le cadre de la guerre de Trente Ans. En 1636, il participe à la prise de Porrentruy puis il est licencié le 22 juin de la même année.

## Régiment de Courtaumer (1629-1629)
- Régiment de Courtaumer (1629-1629)

C'est l'ancien régiment de Candalle (1621-1629), qui est renommé « régiment de Courtaumer » en 1629 après avoir été donné à Jean Antoine de Saint-Simon, marquis de Courtaumer qui est tué la même année au siège de Bois-le-Duc durant la guerre de Quatre-Vingts Ans. Le régiment est licencié la même année.

## Régiment de Courtaumer (1636-1639)
- Régiment de Courtaumer (1636-1639)

Ce régiment est levé le 9 août 1636 par N. de Courtaumer dans le cadre de la guerre de Trente Ans. Il participe à la reprise de Corbie et reste en garnison en Picardie. Il est envoyé en 1639 contre les insurgés de la Normandie durant laquelle le mestre de camp est tué près d'Avranches et le régiment se disperse.

## Régiment de Courten (1657-1659)
- Régiment de Courten (1657-1659)  

Ce régiment suisse valaisan est amené en juin 1657 par N. de Courten. Affecté à l'armée de Picardie il est licencié le 12 décembre 1659.

## Régiment de Courten
- Régiment de Courten 

Le régiment suisse est levé le 6 février 1690 par Jean-Étienne de Courten dans le cadre de la guerre de la Ligue d'Augsbourg. Le 18 janvier 1698 il reçoit l'incorporation du régiment de Monnin (1690-1698). Le « régiment de Courten » est devenu depuis la Révolution le 86e régiment d'infanterie de ligne.
.

Régiment de Courten
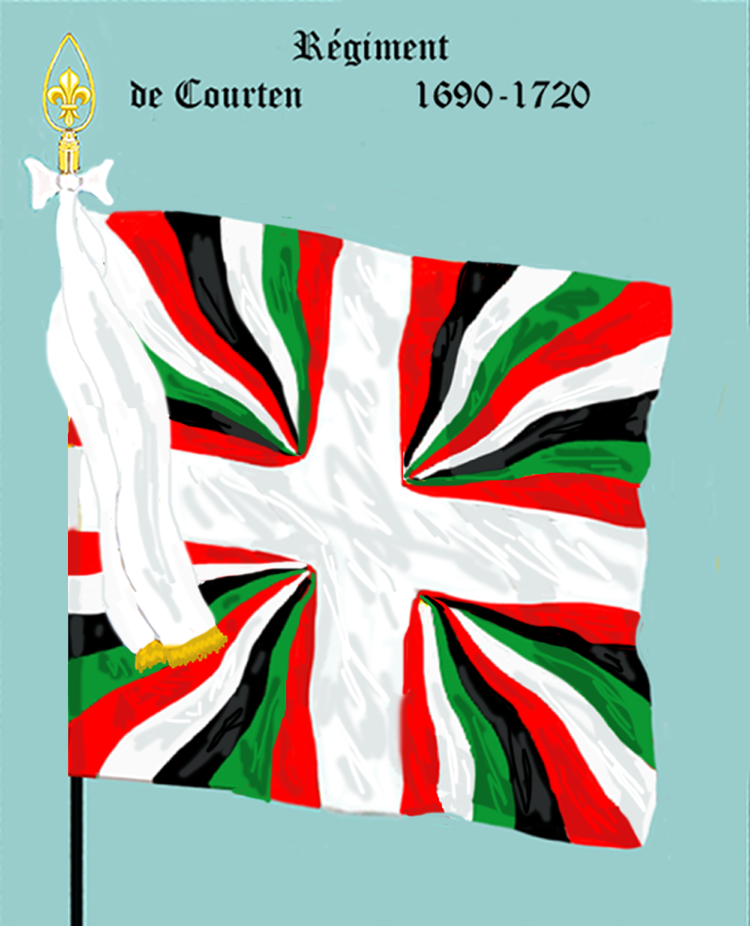
de 1689 à 1720
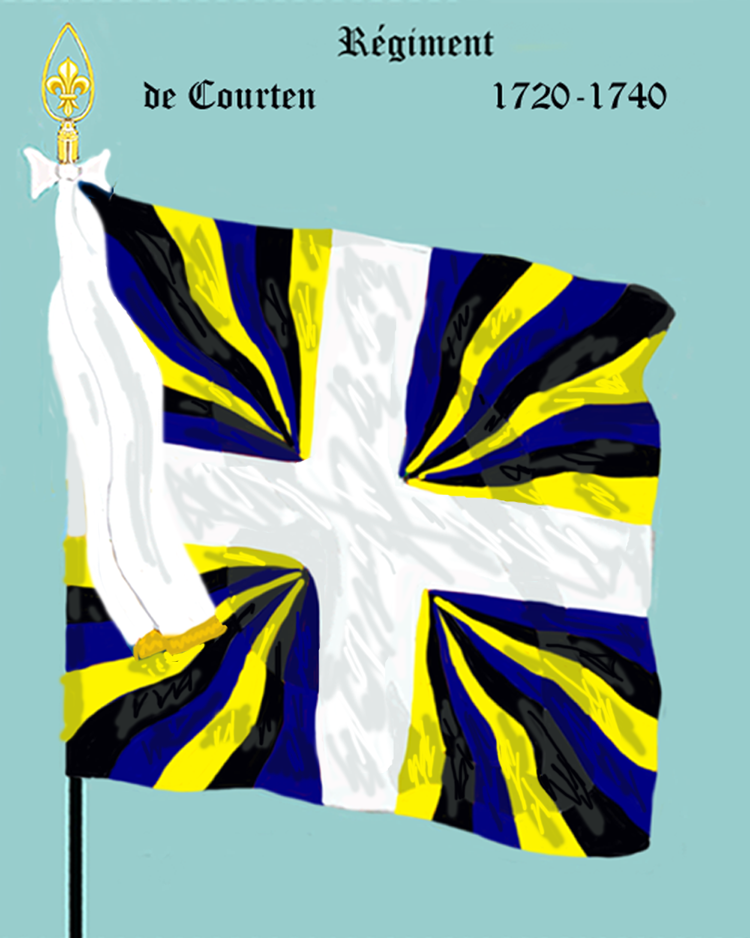
de 1720 à 1740
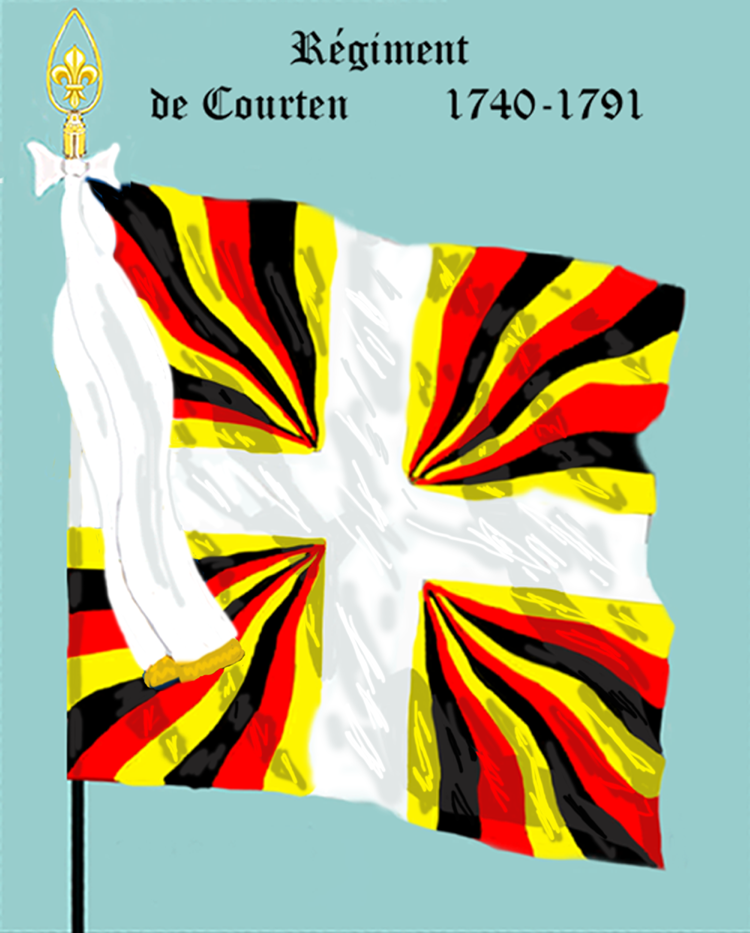
de 1740 à 1791

## Régiment de Courval
- Régiment de Courval

Le régiment est levé le 20 janvier 1639 par Charles-Christophe de Mazancourt, vicomte de Courval dans le cadre de la guerre de Trente Ans. Il sert en Franche-Comté et est réformé la même année. Rétabli le 19 mars 1649, il sert sur le Rhin puis participe au siège et bataille de Rethel en 1650, durant lesquels le mestre de camp y est tué. Remplacé par Louis, vicomte de Mazancourt, il prend alors le nom de régiment de Mazancourt.

## Régiment de Courville
- Régiment de Courville,

Ce régiment est levé le 17 décembre 1695 par François Arnauld de Courville. Engagé dans la guerre de la Ligue d'Augsbourg, il sert dans l'armée de Catalogne et participe au siège de Barcelonne en 1697. Il est incorporé le 18 novembre 1698 dans le régiment de Provence.

## Régiment de Cramail
- Régiment de Cramail

C'est l'autre nom du régiment de Carmain.

## Régiment de Créquy (1597-1605)
- Régiment de Créquy (où de Créqui) (1597-1605)

Ce régiment qui est levé le 16 août 1597, pour la guerre franco-savoyarde, par Charles de Blanchefort marquis de Créquy, est renommé régiment de Sault en 1605.

## Régiment de Créquy (1655-1659)
- Régiment de Créquy (où de Créqui) (1655-1659)

C'est l'ancien régiment d'Hôtel (1646-1655), qui prend le nom de « régiment de Créqui » le 4 mars 1655 après avoir été donné à François de Blanchefort, marquis de Créqui. Il est licencié le 7 novembre 1659

## Régiment de Créquy (1656-1659)
- Régiment de Créquy (où de Créqui) (1656-1659)

C'est l'ancien régiment de Baudart, qui prend le 30 avril 1656, le nom de « régiment de Créqui » après avoir été donné à François de Blanchefort, marquis de Créqui. Il est licencié le 7 novembre 1659

## Régiment de Crillon (1575-1579)
- Régiment de Crillon (1575-1579)

Le régiment est levé, en Provence le 10 février 1575, par Louis des Balbes Berton, chevalier de Crillon, pendant la cinquième guerre de Religion. Durant la sixième guerre de Religion, il participe aux sièges de La Charité-sur-Loire et d'Issoire et au combat de Boiscommun en 1577. Lors de la septième guerre de Religion il passe en Normandie, où il est licencié en 1579.

## Régiment de Crillon (1745-1746)
- Régiment de Crillon (1745-1746)

C'est l'ancien régiment de Rohan, qui est renommé « régiment de Crillon » en 1745 et qui prend le nom de régiment de La Tour du Pin en 1746.

## Régiment de Croi
- Régiment de Croi 

C'est l'ancien régiment de Bryas, qui est renommé « régiment de Croi » en 1703 après avoir été donné à N. prince de Croi. Engagé dans la guerre de Succession d'Espagne, il se trouve à la bataille du Speyerbach durant laquelle le colonel y est tué. Il prend le nom de régiment de Bournonville après avoir été donné en 1703 à N. chevalier de Bournonville.

## Régiment de Croisilles
- Régiment de Croisilles

Ce régiment est levé le 22 juin 1627 par N. de Croisilles dans le cadre de la répression de la troisième rébellion huguenote. Il participe au siège de La Rochelle puis il fait les campagnes de 1629 et 1630 en Savoie durant la guerre de Succession de Mantoue, puis il est licencié en 1631 après le traité de Cherasco.

## Régiment de Croÿ-Solre
- Régiment de Croÿ-Solre 

C'est l'ancien régiment de Poitiers, qui est renommé « régiment de Croÿ-Solre » le 25 juillet 1700 après avoir été donné le 25 juillet 1700, à Albert-François, chevalier de Croÿ-Solre. Dans le cadre de la guerre de Succession d'Espagne il est affecté à l'armée d'Italie, et se trouve aux batailles de Carpi et de Chiari en 1701, à la bataille de Luzzara, et aux prises de Luzzara et de Borgoforte en 1702, à l'expédition du Tyrol en 1703, au sièges de Verceil, d'Ivrée et de Verrue en 1704, au siège de Chivasso, et à la bataille de Cassano en 1705, au siège et bataille de Turin en 1706, à la défense de Toulon en 1707. Il rejoint l'armée de Dauphiné en 1708, l'armée de Flandre, avec laquelle il participe à la bataille de Malplaquet en 1709. Il prend le nom de régiment d'Aunay après avoir été donné le 31 août 1709 à Jean-Charles de Mesgriguy, comte d'Aunay.

## Régiment de Crussol (1665-1702)
- Régiment de Crussol (1665-1702)

C'est l'ancien régiment de Montausier, qui est renommé « régiment de Crussol » en 1665 et qui prend le nom de régiment d'Antin en 1702.

Régiment de Crussol (1665-1702)
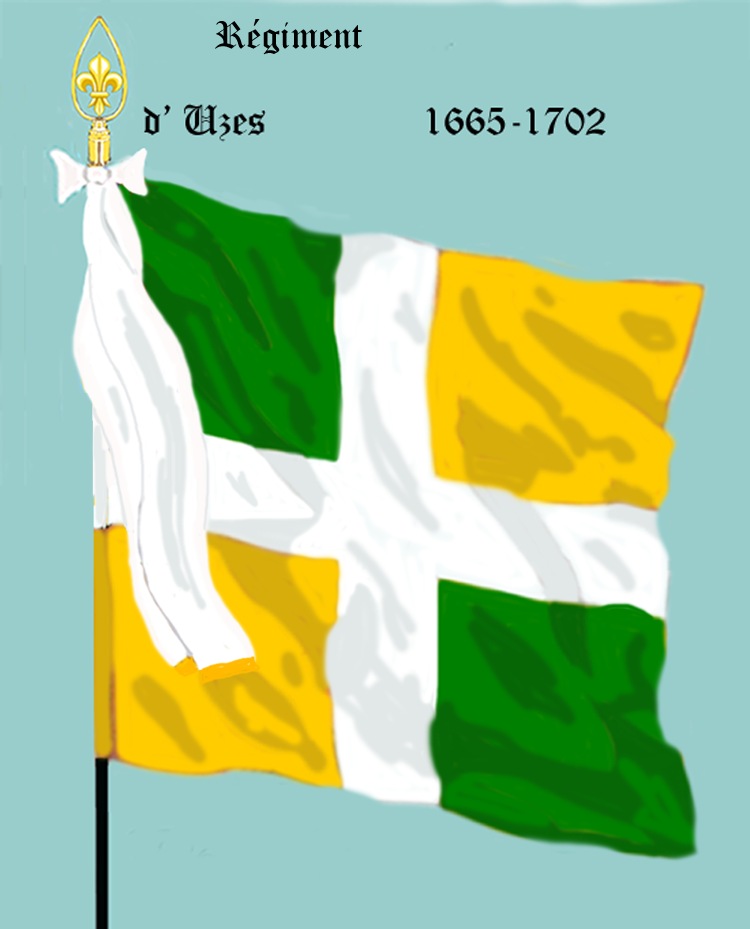

## Régiment de Crussol (1625-1626)
- Régiment de Crussol (1625-1626)

Le régiment est levé le 17 juin 1625 par N. de Crussol. Il sert en Languedoc et est licencié en mai 1626.

## Régiment de Cugnac (1635-1636)
- Régiment de Cugnac (1635-1636)

Le régiment est levé le 20 mars 1635 par Pierre Nompar de Caumont-La Force, marquis de Cugnac à l'occasion de la guerre de Trente Ans. En 1635, il se trouve au siège de Vaudémont et est licencié le 22 juin 1636.

## Régiment de Cugnac (1647-1651)
- Régiment de Cugnac (1647-1651)

C'est l'ancien régiment d'Orval, qui, après avoir été donné à Pierre Nompar de Caumont-La Force, marquis de Cugnac, est renommé « régiment de Cugnac » en 1647 et qui prend le titre de régiment de Duras (également appelé régiment de Montgommery) en 1651.

## Régiment de Curson
- Régiment de Curson

Le régiment est levé le 3 mars 1622 par N. comte de Curson pour participer à la répression de la première rébellion huguenote. Il se trouve au siège de Tonneins puis il est licencié le 14 février 1623.

## Régiment de Curzay
- Régiment de Curzay 

C'est un régiment ligueur, levé en 1590, dans le cadre la huitième guerre de Religion, par N. de Curzay. Il sert en Poitou et est licencié en 1591.

## Régiment de Custine
- Régiment de Custine

C'est l'ancien régiment de Noailles, qui est renommé « régiment de Custine » le 29 juin 1744 et qui prend le nom de régiment de Saint-Chamond (1749-1762) en 1749.

Régiment de Custine (1744-1749)
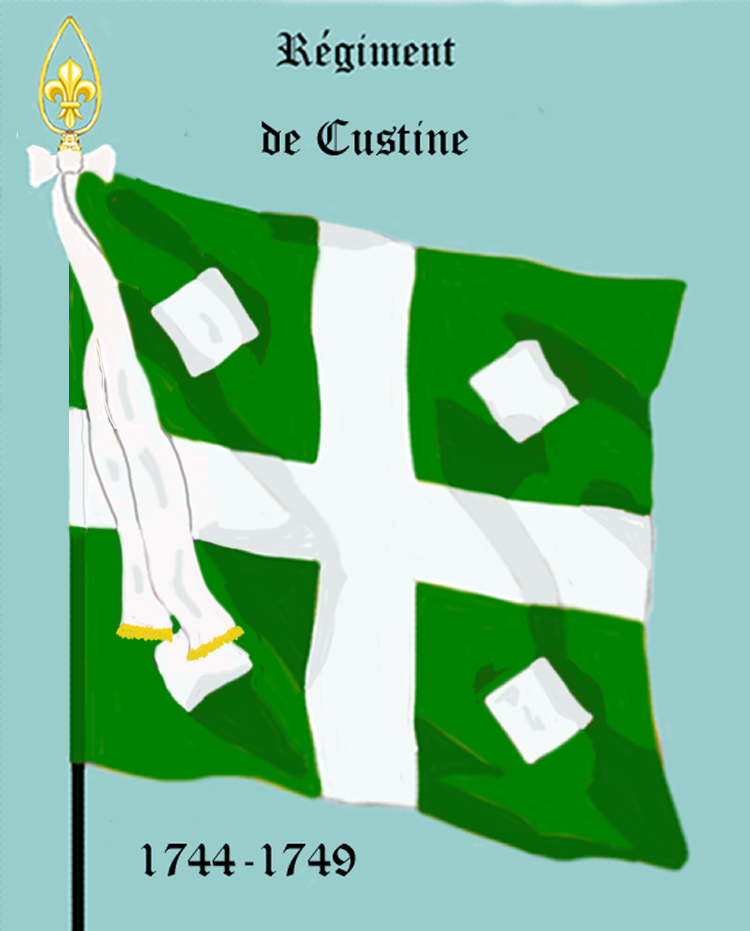

## Régiment de Cuzols
- Régiment de Cuzols

Le régiment est levé le 20 mars 1635 par l'évêque de Verdun, François de Lorraine, dans le cadre de la guerre de Trente Ans. Il sert en Lorraine puis il est licencié le 22 juin 1636.